# 산티아고데콤포스텔라 대성당

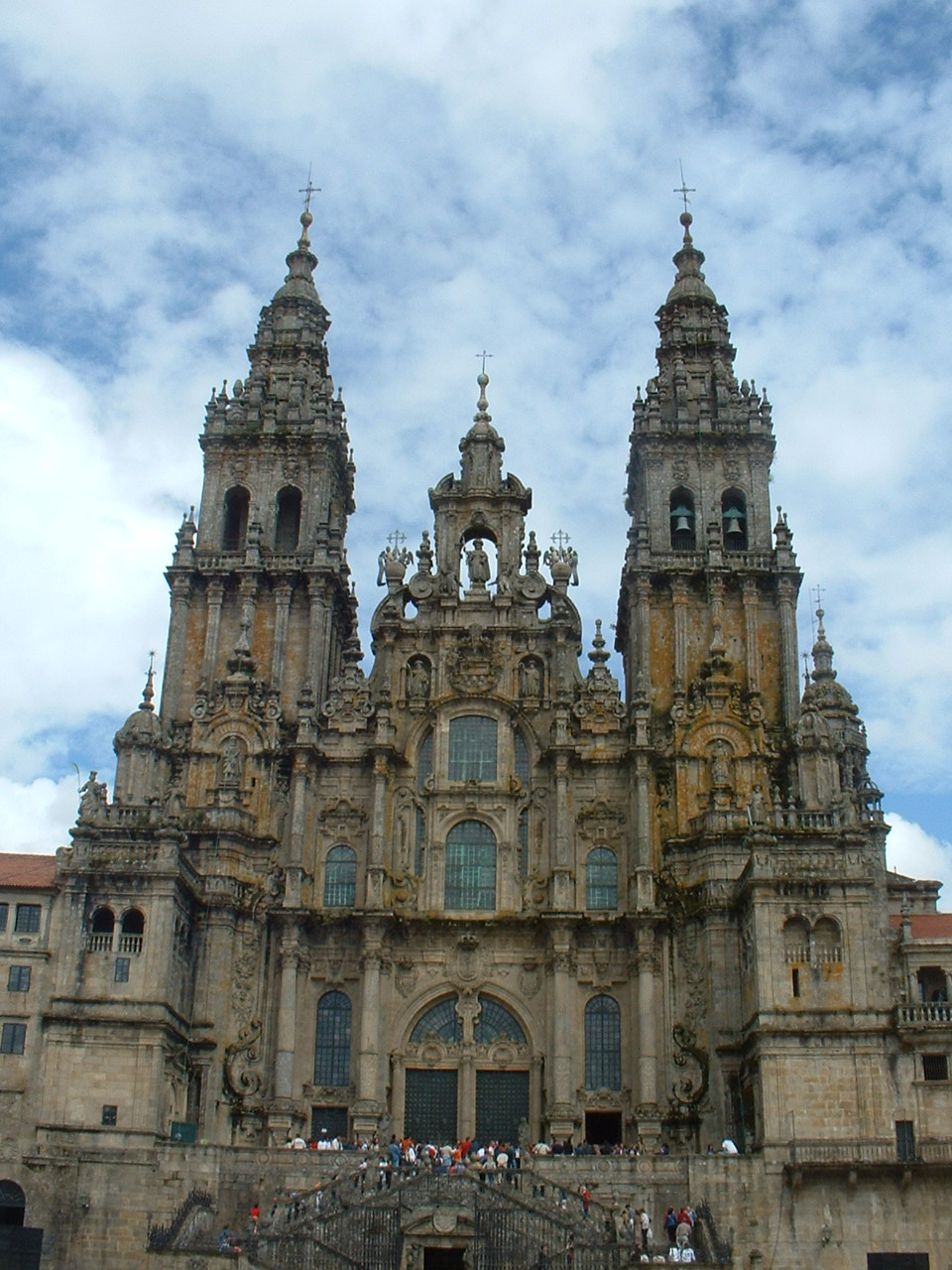
산티아고데콤포스텔라 대성당

산티아고데콤포스텔라 대성당(스페인어: Catedral de Santiago de Compostela)은 천주교 산티아고데콤포스텔라 대교구의 대성당이며, 스페인 갈리시아의 세계문화유산 '산티아고 데 콤포스텔라 시가지'의 일부를 이루고 있다. 이곳은 예수 그리스도의 열두 사도 가운데 한 사람인 야고보의 유해가 매장된 곳으로 유명하다. 열두 사도의 무덤 위에 지어진 현존하는 교회 시설 중 하나로, 나머지들에는 바티칸시의 성 베드로 대성당, 인도 첸나이의 산토메 대성당, 터키 이즈미르의 성 요한 대성당 등이 있다.

## 역사
전설에 의하면, 사도 성 야고보가 이베리아반도에 기독교를 전래했다고 한다. 전승에 따르면, 성 야고보의 무덤은 서기 814년에 운둔자 펠라요가 재발견하였는데, 이후에 그는 리브레돈 숲 위의 밤하늘에서 기이한 빛을 목격했다고 한다. 이리아의 테오도미루스 주교는 이를 기적으로 받아들였고 아스투리아스와 갈리시아의 왕 알폰소 2세 (791년-842년)에게 알렸다. 알폰소는 그 장소에 예배당을 지으라 명령했다. 전설에서 전한 바에 의하면 알폰소는 이 성소의 첫 순례객이라고 한다. 그 후 서기 829년애 최초의 교회 건설이 잇따랐고 그 다음에는 레온의 알폰소 3세의 명령에 의하여 899년에 로마네스크 이전 양식의 교회가 생겼는데, 이 건축물은 이곳을 성지 순례 주요 장소로서의 점진적인 발전을 야기하였다.
997년에 이 초기 교회는 코르도바의 칼리프의 군 지휘관 알만수르 이븐 아비 아미르 (938년-1002년)에 의해 재가 되고 말았다. 성 야고보의 무덤과 성물은 건들지 않고 내버려 두었다. 기독교인 포로들이 코르도바로 끌고 간 교회의 문과 교회종 등은 알자마 모스크에 더해졌다. 코르도바가 1236년 카스티야의 페르난도 3세에게 점령됐을 당시, 이 문과 교회종은 무슬림 포로들에 의해 톨레도로 운반되었고, 톨레도의 성모 마리아 대성당에 설치되었다.
현재의 대성당 건설은 1075년에 카스티야의 알폰소 6세 (1040년-1109년)의 재위 시절과 디에고 펠라에스 주교의 후원 하에 시작되었다. 프랑스 내 최대 규모의 로마네스크 건물이었을 툴루즈에 있는 생 세르냉 대성당과 동일한 설계에 따라 지어졌으며, 대부분에 화강암 재료를 사용하였다. 건설은 수 차례 중단되었으며, '리베르 상티 야곱'(Liber Sancti Iacobi)에 따르면, 건축물의 마지막 벽돌이 1122년에 놓였다고 전한다. 하지만 그 시기 쯤, 대성당의 건설은 확실히 완료되지 않았었다. 대성당은 레온의 알폰소 9세가 있던 시기 축성되었다.
'코덱스 칼릭스티누스'에 의하면, 산티아고데콤포스텔라 대성당의 건축가들은 '뛰어난 기술장 대 베르나르'와 그의 조수 로베르투스 갈페리누스(Robertus Galperinus), 그리고 후반기를 담당한 것으로 추정되는 '대성당의 작업 반장 에스테반'이라고 한다. 마지막 단계에서 '소 베르나르'가 건축을 완료하였고, 갈페리누스는 장식을 담당하고 있었다고 한다. 그는 또한 1122년에 북쪽 입구 앞쪽에 기념물 성격의 분수대를 설치하였다.
산티아고데콤포스텔라는 1075년에 자체 교구가 설치되었다. 성지 순례의 장소로서 그 중요성이 커짐에 따라, 1100년에 교황 우르바노 2세는 대교구로 그 지위를 승격시켰다.
도루강 유역의 일부 교회들에 있는 특유의 랜턴 탑들 (사모라, 플라센시아, 토로, 에보라)이 15세기에 고딕 양식의 탑으로 대체된 산티아고 대성당의 로마네스크 돔에서 영양을 받았다는 주장이 있기도 하다.
대성당은 16, 17, 18세기에 확장되고 추가 시설물들로 장식되었다.

## 대성당의 외부

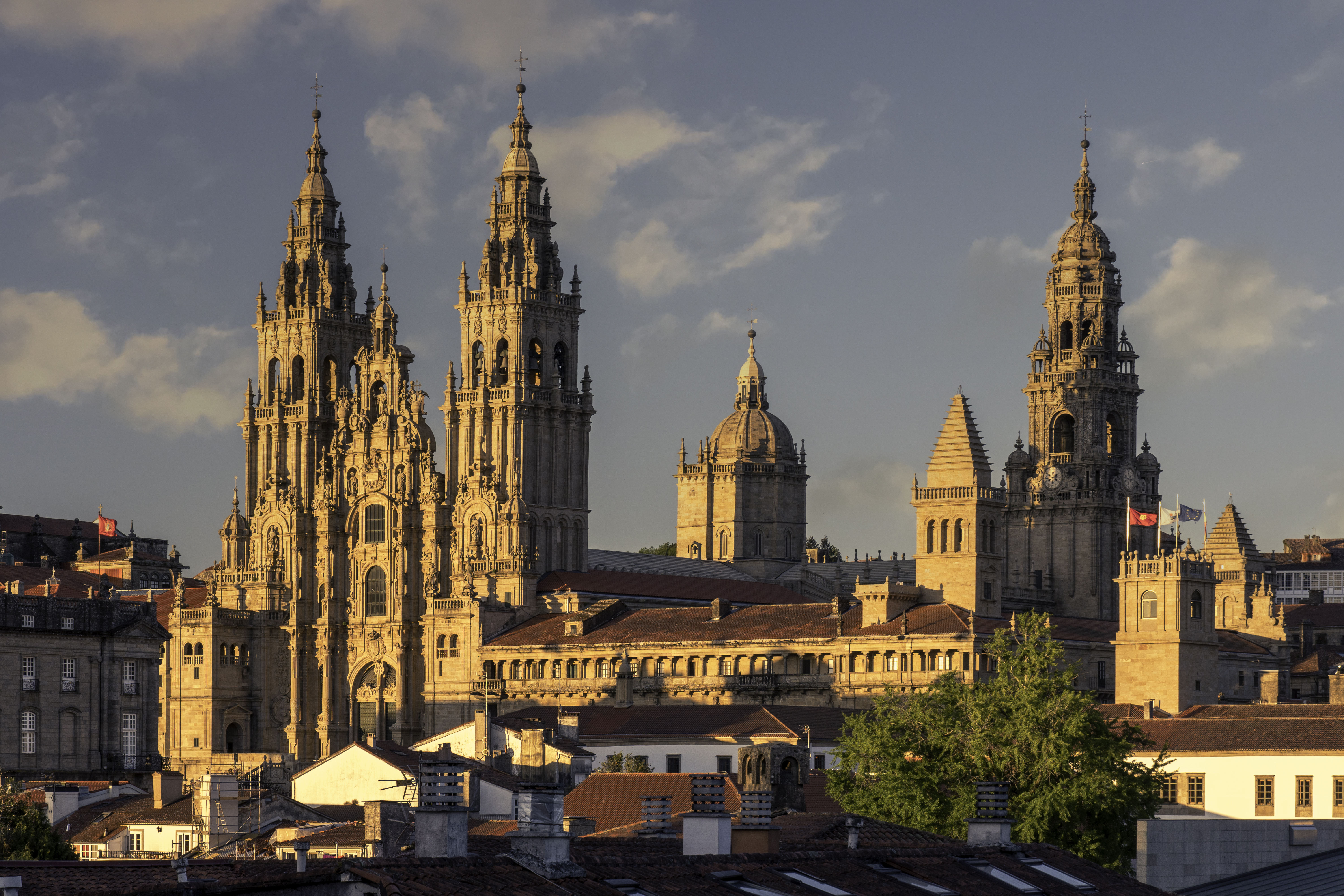
산티아고데콤포스텔라 대성당 단지의 전경

인접하고 있는 광장들을 따라 형성된 각 파사드들은 넓은 도심 광장을 이루고 있다. 오브라도이로 광장 쪽의 바로크풍 파사드는 1740년 페르난도 데 카사스 노보아가 완공하였다. 마찬가지로 바로크풍으로 되어 있는 아시베차리아 파사드는 페로 카베이로와 페르난데스 사렐라가 설계했으며, 후대에 벤투라 로드리게스가 보완을 하였다. 프라타리아스 파사드는 1103년에 에스테반이 건설하였고, 로마네스크 조각의 초기 작품이며 가장 높이 평가받는 포르티코 다 글로리아는 1188년에 마에스트로 마에토가 완성하였다.

### 오브라도이로 파사드

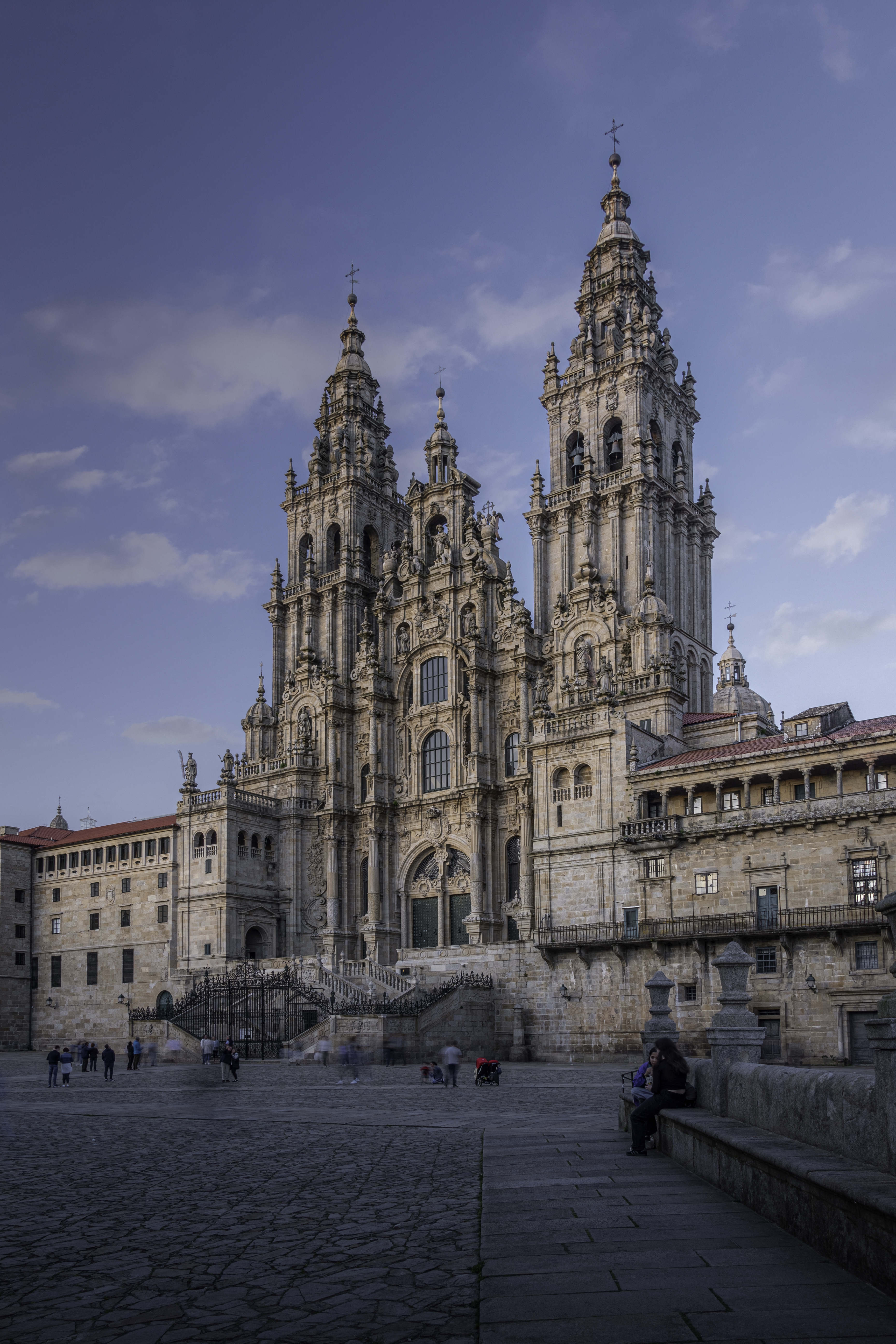
황혼의 파사드

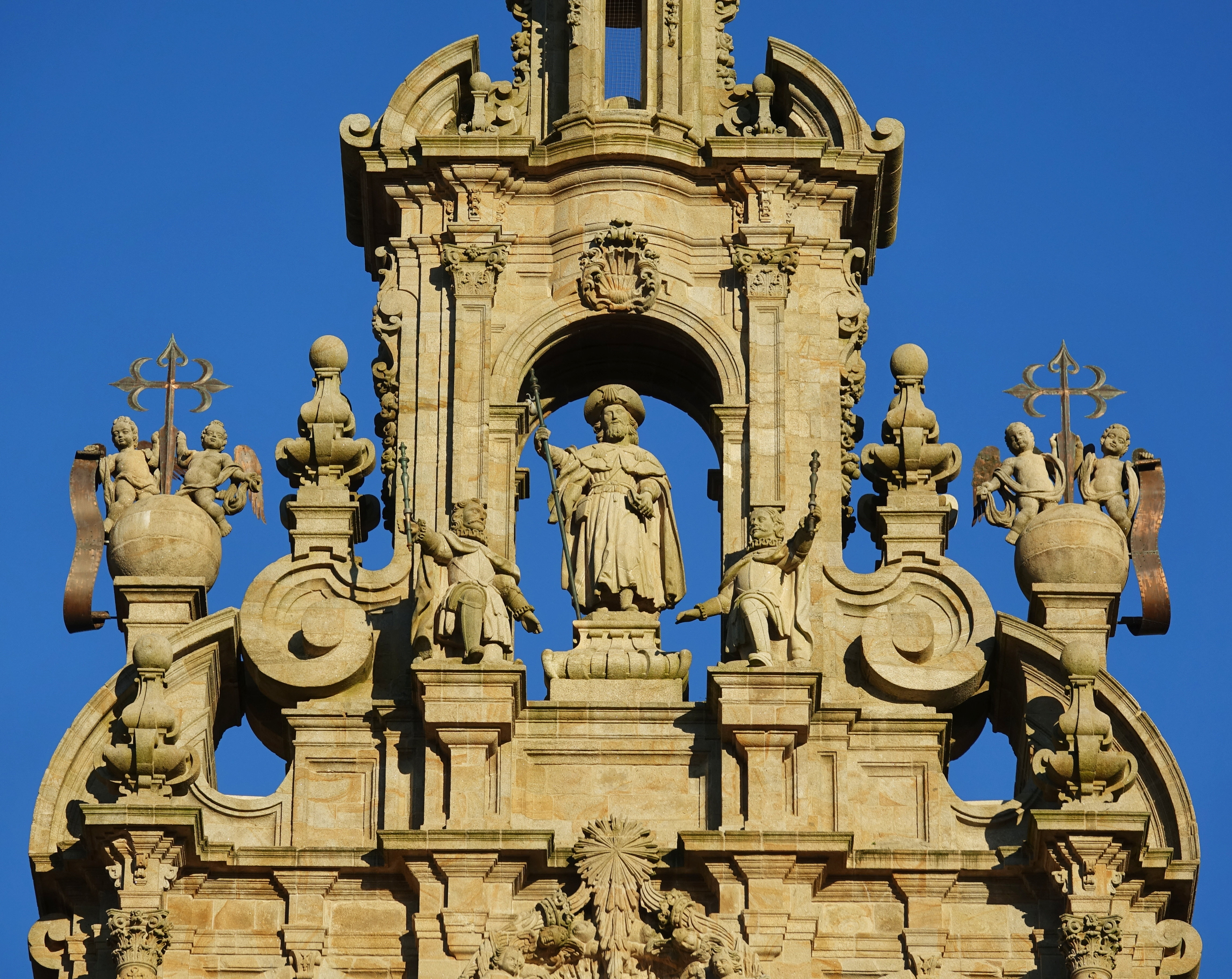
파사드에 표현된 순례객의 모습을 한 성 야고보

오브라도이로 파사드 앞에 위치한 오브라도이로 광장은 대성당 건설 기간 중 이 광장에서 작업했던 석공들의 작업장 (갈리시아어: obradoiro)이었음을 암시한다. 날씨로 인한 훼손으로부터 포르티코 다 글로리아를 보호하기 위해, 이 파사드와 탑은 16세기 이래로 몇 가지 보수를 거쳤다. 18세기에 페르난도 데 카사스 노보아가 설계한 현재의 바로크 파사드 건설이 결정됐다. 교회 종탑과 래칫이 위치한 탑 사이에 위치한, 옛 로마네스크풍 파사드를 모방한 넓은 유리창들이 존재한다. 파사드 중심부에 성 야고보가 있고 그 아래 층에는 그의 제자들인 아나타시오스와 테오도로스가 있으며, 모두 순례객의 차리를 하고 있다. 그 사이에는, 천사와 구름 사이에 있는 유골 단지(무덤을 상징)와 별 (은둔자 펠라요가 모든 빛을 상징)이 있다. 파사드 오른쪽의 탑은 성 야고보의 어머니 살로메를 묘사하며, 왼쪽의 탑은 아버지 세베대를 묘사한다. 좌측의 발러스터는 성녀 수산나와 성 요한을 묘사하고 우측 발러스터는 성녀 바르바라와 차 야고보를 묘사한다.
계단이 파사드로 향하는 입구로 이어진다. 이 계단은 17세기에 히네스 마르티네스가 제작한 것으로 파르네세 궁전의 자코모 비뇰라의 르네상스 양식에서 영양을 받았다. 두 개의 경사로로 이어진 다이아몬드 형태의 계단이며 흔히 '옛 대성당'이라 불린, 마에스트로 마테오의 12세기 로마네스크 양식의 석묘를 둘러싸고 있다.
현재 오브라도이로 파사드와 옛 로마네스크 입구 (포르티코 다 글로리아) 사이에는 숨겨진 배랑이 존재한다.
이 파사드는 대성당과 도시의 상징이 되었다. 이에 따라, 1, 2 ,5 센트 등의 스페인의 유로 주화 뒷면에 새겨졌다.

### 남쪽 파사드 혹은 다스 프라타리아스

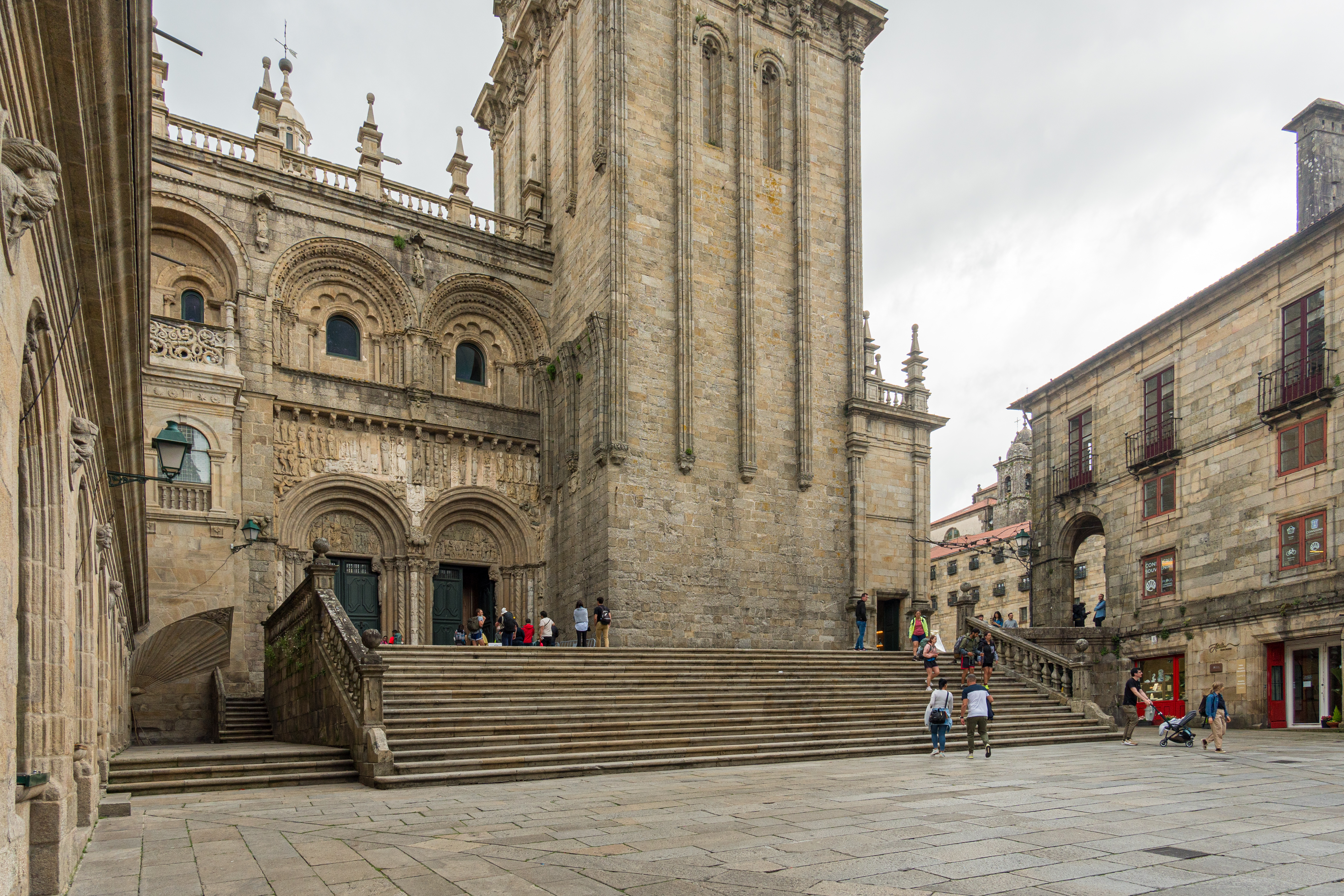
로마네스크 풍을 띠는 다스 프라타리아스 파사드의 광장. 이 파사드는 1103년과 1117년 사이에 건설된 두 번째 교회의 흔적들을 간직하고 있다.

은[銀(갈리시아어: Pratarías/프라타리아스)]의 파사드는 산티아고 데 콤포스텔라 대성당의 트랜셉트 성격을 띠는 남쪽 파사드이며, 대성당 내 보존 중인 유일한 로마네스크 양식의 파사드이다. 1103년과 1117년 사이에 건설되었고 최초에 만들어진 요소 외에 부속물들은 그 후에 더해진 것들이다. 프라타리아스 광장은 대성당 그리고 양쪽의 회랑으로 둘러싸여 있다. 대성당의 옆쪽에는 카사 도 카비도가 위치한다.
아키볼트와 오래된 팀파눔이 있는, 낡은 문짝 두 개가 존재한다. 여기의 아키볼트는 무려 11개의 기둥으로 되어 있으며, 이 중에 3개는 햐안색 대리석으로 만들어 졌고 (중앙부와 모서리), 나머지는 화강암으로 이뤄져 있다. 아키볼트의 중앙에는 바깥쪽으로 12명의 선지자들과 사도들의 조각상이 존재한다. 팀파눔에는 기이한 모양의 코벨이 떠받치고 있는 한 조각을 통해 상단 부분과 분리되어 있는 거대한 프리즈가 있으며 프리즈가 있는 층에는 로마네스크 아키볼트로 장식된 창 두 개가 있다.
프리즈 가운데에 다양한 등장인물과 장면들과 같이 그리스도가 존재한다. 오른쪽에 인물 여섯은 19세기 후반에 설치된 마에스트로 마테오의 석재 성가대에 속한다. 도상학적 요소들의 본래 규정은 18세기에 여러 도상들이 해체된 아시베차리아 파사드에서 발견되며 틀렸음이 확인되었다. 중심부의 메다이욘은 손을 벌리고 있는 불멸의 아버지 (혹은 변용)을 나타내며 위쪽에는 최후의 심판을 알리는 트럼펫을 든 네 명의 천사들이 존재한다.
왼쪽 문의 팀파눔에는 악마 무리들에게 유혹을 받는 그리스도가 있다. 오른쪽 문에는 손에 해골을 든 반 나체의 여성이 있으며, 이는 이브 또는 간음하다 잡힌 여인일 것이다. 이 여인의 모습은 무릎을 꿇은 채 기도를 드리지 않고 사자 두 마리 위에 앉아 있다. 문설주에는 사도 안드레아와 모세의 모습을 담고 있다. 왼쪽의 지지대에는, 다윗 왕이 반투명한 얇은 옷의 모습으로 다리를 교차한 채 왕좌에 앉아 있고, 악에 대한 승리를 보여주는 레벡으로 보이는 것을 연주하고 있으며, 이 조각은 마에스트로 에스테반이 조각한 로마네스크 작품 중 일품으로 손꼽힌다. 아담의 창조와 그리스도의 축복 역시도 나타나 있다. 이 조각상들 다수는 북쪽 또는 도 파라이소 (현재의 아시베차리아 파사드)의 로마네스크 파사드에서 비롯한 것이고 18세기에 현재 이 파사드로 옮겨지게 되었다.

오른쪽 문의 팀파눔에는 그리스도의 수난과 동방 박사의 경배 등의 몇 장면들을 담고 있다. 문설주 중 하나에 문설주가 놓인 것을 기념하는 명각이 존재한다:
 표기가 로마력을 따르며, 스페인 기력의 계산에 의하면, 1078년 7월 11일에 해당한다. 토끼를 먹고 있는 여우 그리고 이 반대편에 무릎에 동물을 올려둔 채 조심치 못한 옷을 입은 여성 등 정체가 확인되지 않은 형상이 있다. 베렝겔라 탑의 지지벽은 이브의 탄생, 왕좌에 앉아 있는 그리스도, 이삭의 번제를 나타내는 이미지들을 보여주고 있다.

### 북쪽 파사드 또는 아시베차리아 파사드

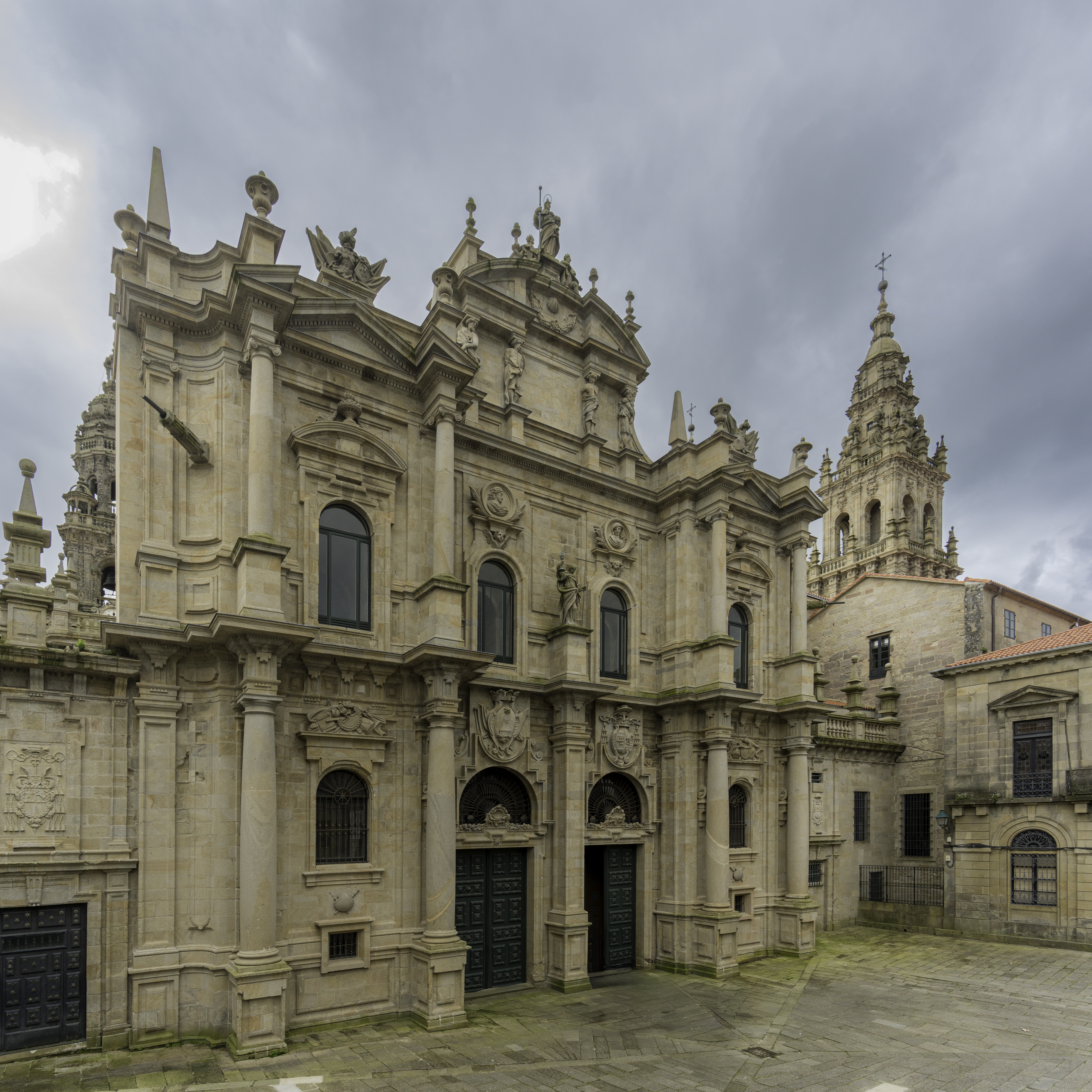
아시베차리아 파사드

아시베차리아 (갈리시아어로 흑옥을 의미) 파사드는 도심의 도로들 마지막 구역으로 통하는 인마쿨라다 또는 아시베차리아 광장에 있으며, 프랑스 길, 순례자 길, 북쪽 길, 잉글랜드 길 등이 오래된 천국의 문 (Franxígena)을 통해 여기로 이어진다. 이 로마네스크 양식의 관문은 1122년에 대성당의 책임자 베르나르도가 지었다. 1758년에 있었던 화재로 피해를 입고 나서 이 관문은 허물어졌고, 보존되어 있던 일부 조각상들은 다스 프라타리아스 파사드에 놓였다. 새로 지어진 파사드는 바로크 양식으로 루카스 페로 카베이로가 설계했고 1769년에 도밍고 로이스 몬테아구도와 클레멘테 페르난데스 사렐라가 신고전주의 양식으로 완공했으며, 그럼에고 일부 바로크 양식의 흔적은 남아있다.
파사드의 정상 부분에는 성 야고보와, 그의 발 밑에서 아스투리아스의 알폰소 3세 그리고 레온의 으르도뇨 2세 등 기도를 하고 있는 두 왕에 대한 18세기에 제작된 조각상들이 있다. 중심부에는 신앙의 조각상이 있다.

### 동쪽 파사드 또는 퀸타나 파사드

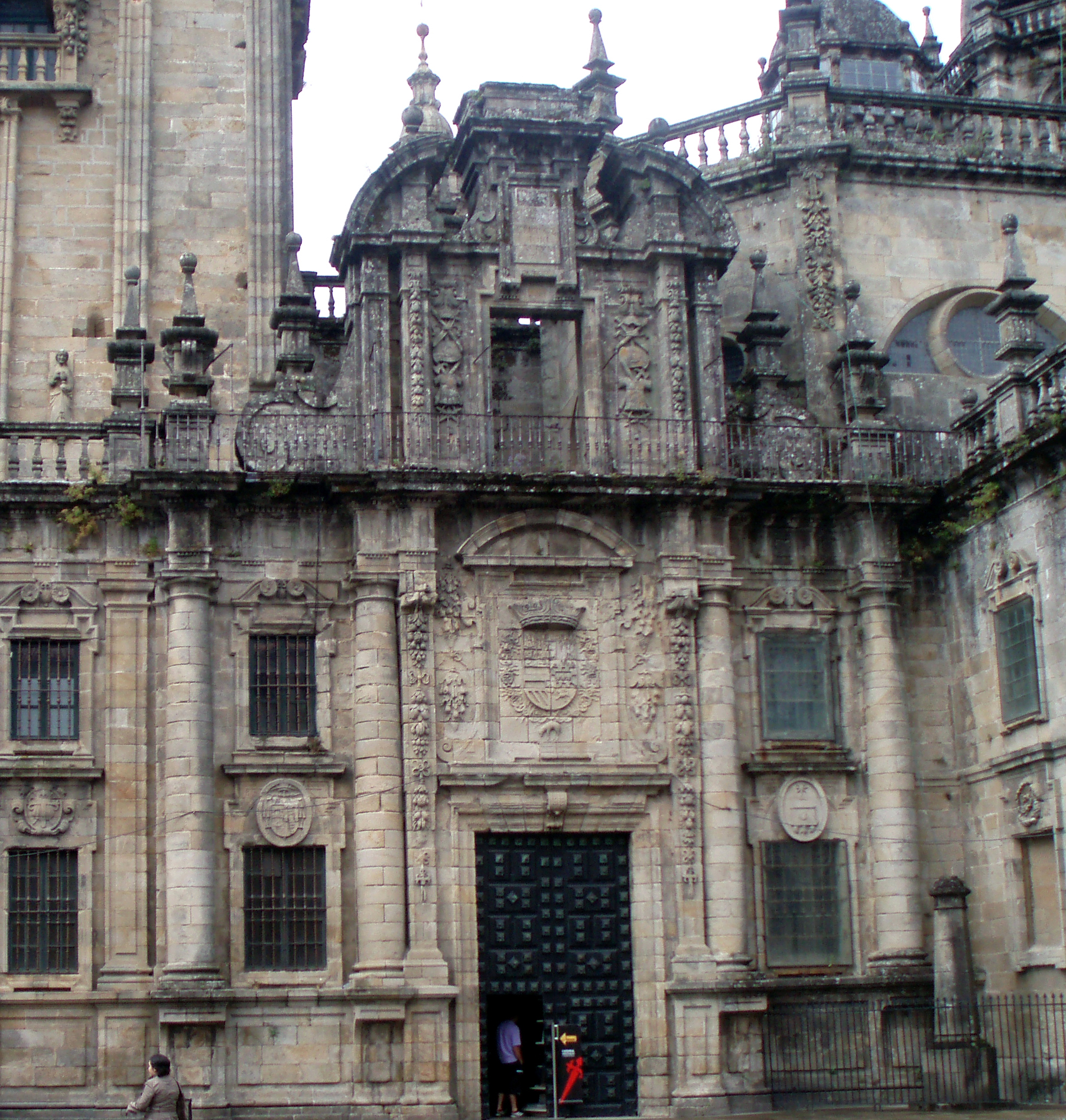
포르타 레알

퀸타나 광장을 올려다 보는 대성당의 파사드는 포르타 레알 (왕의 문)과 포르타 산타 (성스러운 문) 등 두 개의 문이 있다. 바로크 양식으로 된 포르타 레알의 건설은 1666년에 호세 데 베가 이 베르두고와 호세 데 라 페냐 데 토로의 지휘 하에 시작되어, 1700년 도밍고 데 안드라데가 완공하였으며, 안드라데는 두 개 층으로 된 창문에 걸쳐 있는 기둥들 일부와, 커다란 피너클을 갖춘 발러스트레드, 정교한 과일 송이, 그리고 거대한 크기의 군사 기념물 등으로 장식된 말을 탄 성 야고보 (현재는 없어짐)가 있는 에디쿨라 등을 제작하였다. 스페인의 왕들은 이 문을 통과하여 대성당에 입장하였고, 이에 따라 문의 이름이 붙여졌고, 인방에는 왕가의 문장이 있다.
성스러운 문 (Porta Santa) 또는 용서의 문 (Porta do Perdón)은  계단에서 가장 가까운 곳에 위치했다. 평상시에는 울타리로 막아 놓다가 야고보 성년 (7월 25일이 일요일에 돌아오는 7월 25일에 열리는 야고보 축일이 일요일에 시작될 때)에 개방된다. 소규모 문 7개 중 하나이고 성 펠라기우스 (정 반대편의 수녀원에도 명명됨)에게 봉헌되었다. 이 문에 있는 벽감에는 양쪽으로 제자들인 아타나시오스와 테오도로스와 같이 있는 야보고의 모습을 담고 있다. 문의 밑에 쪽과 양 옆으로는 마에스트로 마테오의 석제 성가대석에서 가져온 선지자들과 사도들의 조각 24개가 놓여 있다. 이 문 안쪽으로 들어가 작은 마당을 통하면 진짜 성스러운 문이 있으며, 이곳은 대성당의 후진 쪽 주보랑으로 이어진다.

### 종탑

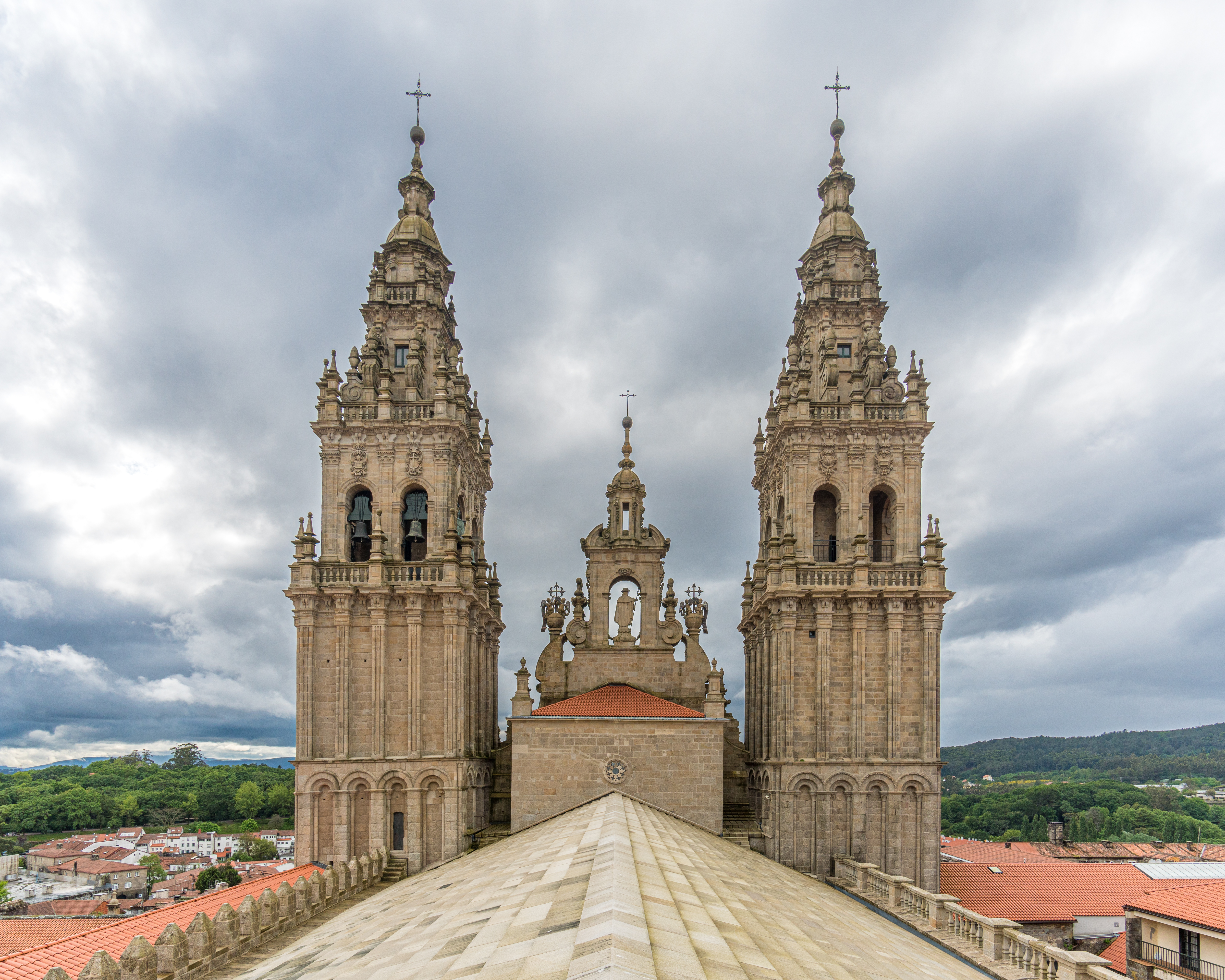
개보수가 이뤄진 석제 지붕에서 바라본 종탑 (왼쪽)과 카르라카 탑(오른쪽). 이 지붕 아래로, 본래 탑의 로마네스크 양식의 아치들과 이전의 탑 높이를 확인할 수 있다.

산티아고데콤포스텔라 대성당의 주 파사드에 있는 초기 탑들은 로마네스크 양식이었다 (현재의 오브라도이로 파사드). 이 탑들은 토레 다스 캄파스 (Torre das Campás)라 불리며, 서간 (오른쪽) 건물과 토레 다 카라카 (가운데)그리고 복음 건물 (왼쪽)에 위치했다. 높이는 75m와 80m 사이이다.
탑은 12세기에 처음으로 지어졌고 15세기에 개조가 이뤄졌으며 프랑스의 루이 11세가 1483년에 13개 탑 중에 가장 큰 두 개 종을 기부했다.
16세기와 17세기 사이 건축물들 간의 기울기가 발견됨에 따라, 탑들이 1667년과 1670년 사이에 버트레스로 보강되어야만 했다. 종을 달고 있는 탑들은 호세 데 라 페냐 데 토로(José de la Peña de Toro, (1614년–1676년)가 바로크 양식으로 지었으며 도밍고 데 안드라데(Domingo de Andrade)가 완공하였다. 이 탑들의 건축은 건축물의 수직선과 그 층을 이루는 배열이라는 관점에서 대단한 영향을 미쳤다.

### 북쪽 탑 또는 카라카 탑
오브라도이로 파사드의 왼쪽에 위치했으며, 로마네스크 시대의 초기 탑 반대 쪽에 지어졌다. 1738년에 페르난도 데 카사 노보아가 설계하였고, 17세기에 페냐 데 토로와 도밍고 데 안드라데가 만든 종탑들을 모방하였으며 바로크 양식의 장식이 모든 종류의 장식 부분을 채우고 있어 파사드 전체에 통일성을 부여하고 있다.

### 시계탑, 토레 다 트린다데 또는 베렝겔라

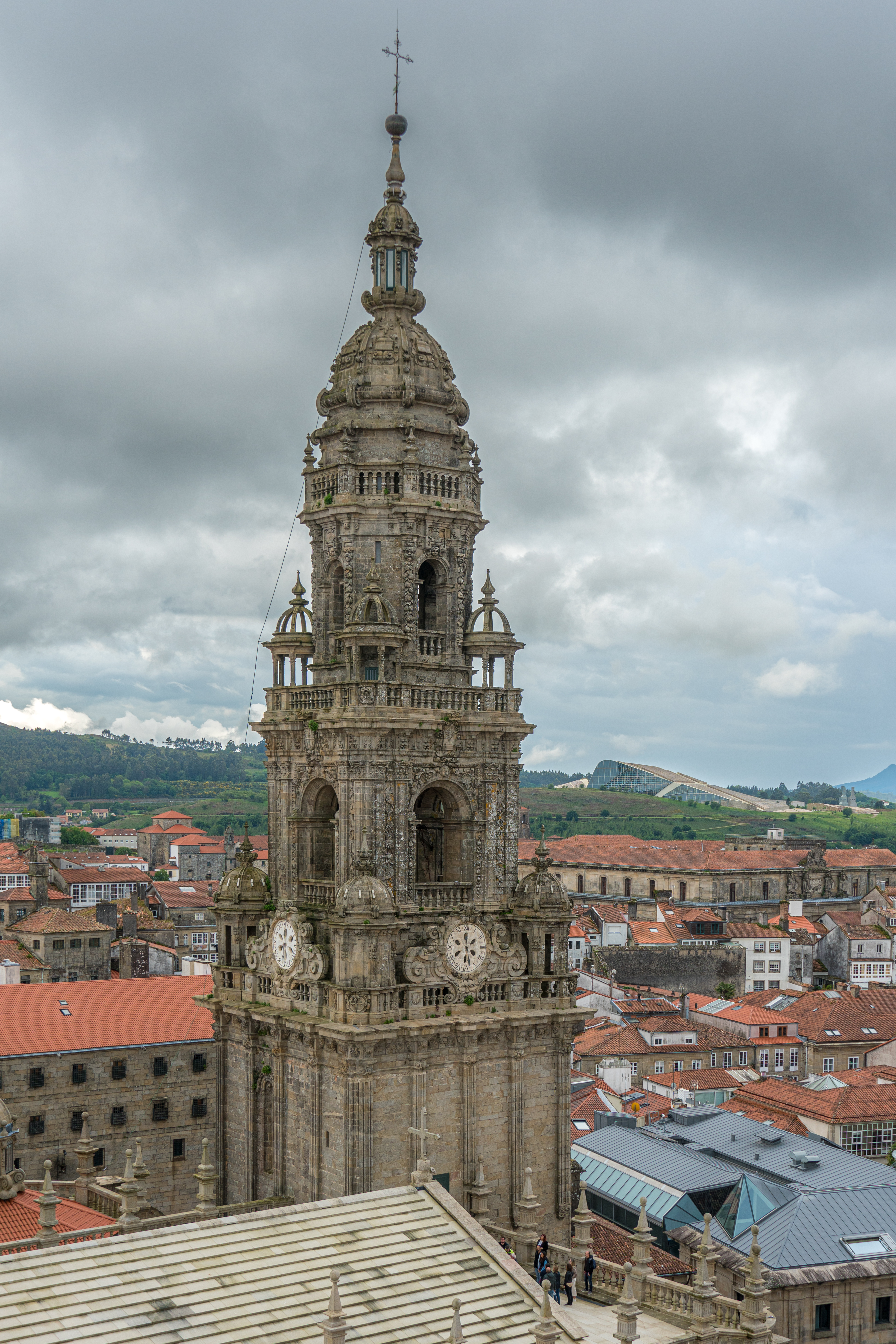
시계탑

토레 다 트린다데, 베겡겔라라고도 불리는 시계탑은 프라타리아스 광장과 퀸타나 광장의 교차 지점에 있다. 전통적으로, 시계탑의 건설은 로드리고 델 파드론 대주교의 요청으로 방어탑 목적으로 1316년에 시작되었던 것으로 여겨진다. 그가 죽은 뒤, 그의 후임자인 베렝게르 드 랑도르 대주교가 작업을 이어나갔으며, 그럼에도 그 시기는 일부 작가들에게 의문을 제기받았다. 도밍고 데 안드라데가 대성당의 책임자가 되자, 그는 탑의 건설을 계속하였고 1676년과 1680년 사이에 높이를 두 개 층 높였다. 다양한 건축술을 사용함으로써 조화롭고 장식성을 띠는 설계를 이루었으며, 피라미드 모양의 꼭대기 그리고 건물의 끝 부분에 4개의 전구가 달려 영구적으로 비추는 천장 랜턴 등 모습을 갖췄다. 높이는 75 m (246 ft)이다.
1833년에, 라파엘 데 벨레스 대주교의 의뢰로 안드레스 안텔로(Andrés Antelo)가 각 모서리마다 시계를 설치하였다. 베렝겔라 탑의 기계 장치의 일부로서 종 두 개가 달려 있으며, 이 중 하나는 한 시간을 나타내며 베렝겔라라고 불리고, 이보다 작은 하나가 15분을 나타낸다. 이 종들은 1729년 궤메스 삼페드로(Güemes Sampedro)가 주조했다. 베렝겔라는 지름 255 cm (100 in)에 높이는 215 cm (85 in)이고, 무게는 대략 9,600 kg (21,200 lb)이며, 작은 종은 지름 147 cm (58 in)에 높이 150 cm (59 in), 무게는 1,839 kg (4,054 lb)이다. 원래의 종들은 금이 가, 대체되어야 했다. 현재의 복제본들은 1989년에 아스턴의 에이스바우츠(Eijsbouts) 공방에서 만들어졌고 1990년 2월에 대성당에 설치됐다.
야고보 축일 기간, 순례객들은 전대사를 얻기 위하여 성문 (Porta Santa)을 통과하여 대성당에 들어갔을 것이다. 축일 동안에, 베렝겔라 탑의 랜턴은 당일날 내내 불빛을 비춘다. 축일이 아닌 날에는 빛을 비추지 않고 꺼져 있다. 이 빛은 축일 기간 대성당을 향하는 순례객들을 안내하기 위한 등대 역할을 한다.

## 내부

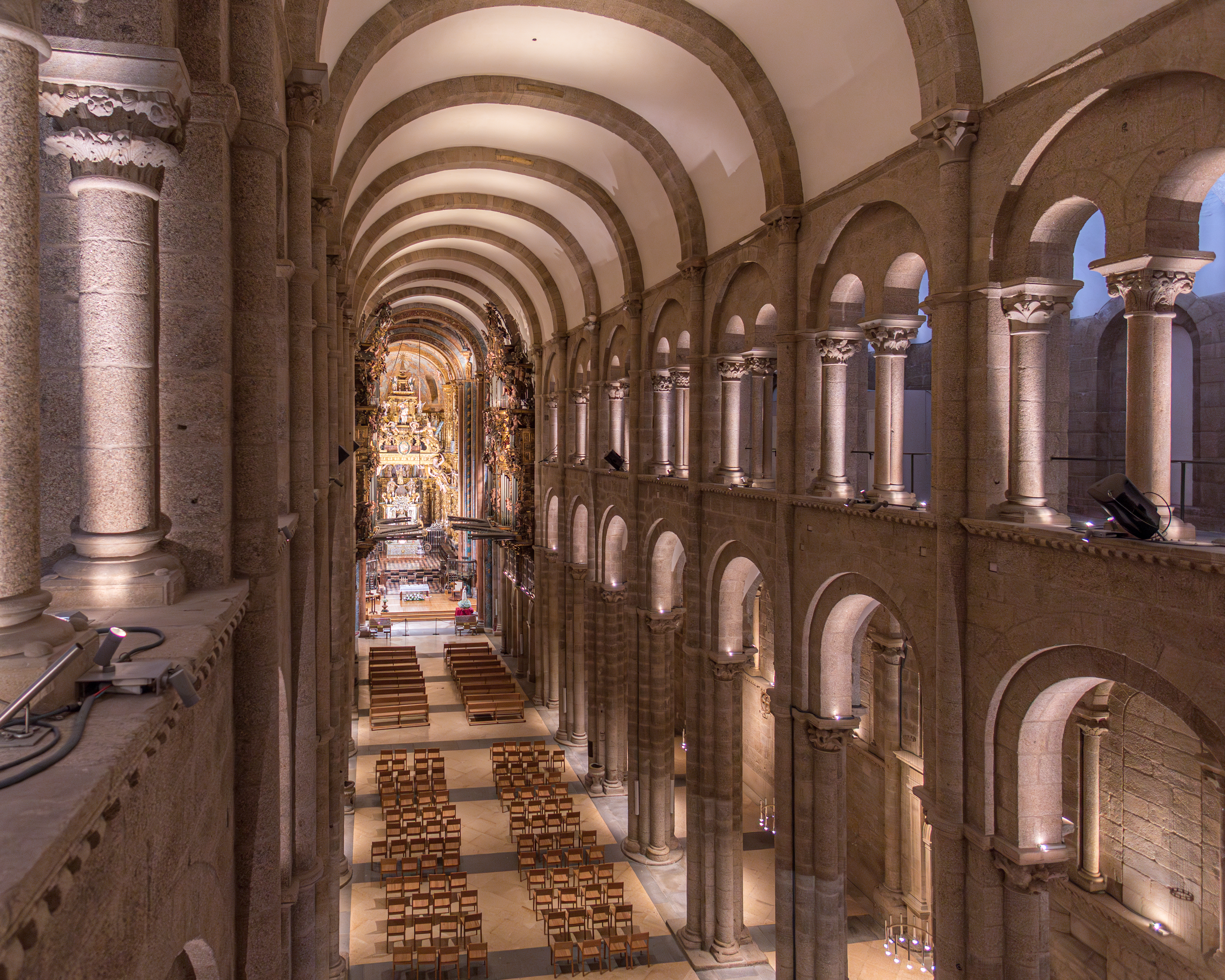
중앙 신랑의 전체 모습

산티아고데콤포스텔라 대성당은 길이 97 m (318 ft)에 높이는 22 m (72 ft)이다. 그리고 원래의 원통형 궁륭, 십자형, 로마네스크 양식의 내부 모습을 간직하고 있다. 내부 구조는 단일 신랑, 측면 통로 두 개, 넓은 익랑, 성가대 하나, 제실들로 이뤄져 있다. 다른 주요 교회들과 비교했을 때, 대성당의 내부는 건물 내로 들어서서 장대한 오르간 파이프와 화려한 성가대를 보기까지 처음에는 엄숙한 인상을 준다. 스페인 내에서 최대 규모의 로마네스크 교회이고 유럽에서도 손꼽을 정도이다.

### 포르티코 다 글로리아
산티아고데콤포스텔라 대성당의 포르티코 다 글로리아 (갈리시아어: Pórtico da Gloria, 영광의 포르티코)는 레온의 페르난도 2세 왕의 의뢰를 받아 마에스트로 마테오와 그의 공방이 제작한 로마네스크 양식의 포르티코이다. 1188년의 완공을 기념하기 위해, 완공 날짜가 새겨졌고 대성당에 설치되었으며, 인방들이 포르티코에 놓였다. 세 부분으로 되어 있는 이 포르티코가 최종적으로 완공될 때까지 1211년이 되어야 했으며, 이때 대성당은 레온의 알폰소 9세가 참석한 가운데 축성이 이뤄졌다.
포르티코 다 글로리아에는 대성당의 세 개 신랑과 일치하고 두꺼운 교각과 필라스터로 지지를 받는 아치 세 개가 존재한다. 다른 두 개의 아치보다 그 너비가 두 배는 넓은, 중앙부의 아치는 팀파눔이 있고 성 야고보를 묘사한 멀리온(중심부 기둥)으로 나뉘어 있다. 수직으로, 아래 부분은 환상 속의 동물들로 장식되어 있는 기둥들의 기단 부분으로 이뤄져 있으며, 중간 부분은 사도들의 조각상으로 장식되어 있고, 윗 부분은 문 세 개를 장식하고 있는 아치들의 기초를 떠받치고 있다. 조각상들은 요한의 묵시록과 구약에서 비롯한 여러 상징들에 대한 도상학적 표현을 하기 위함이다.

#### 팀파눔

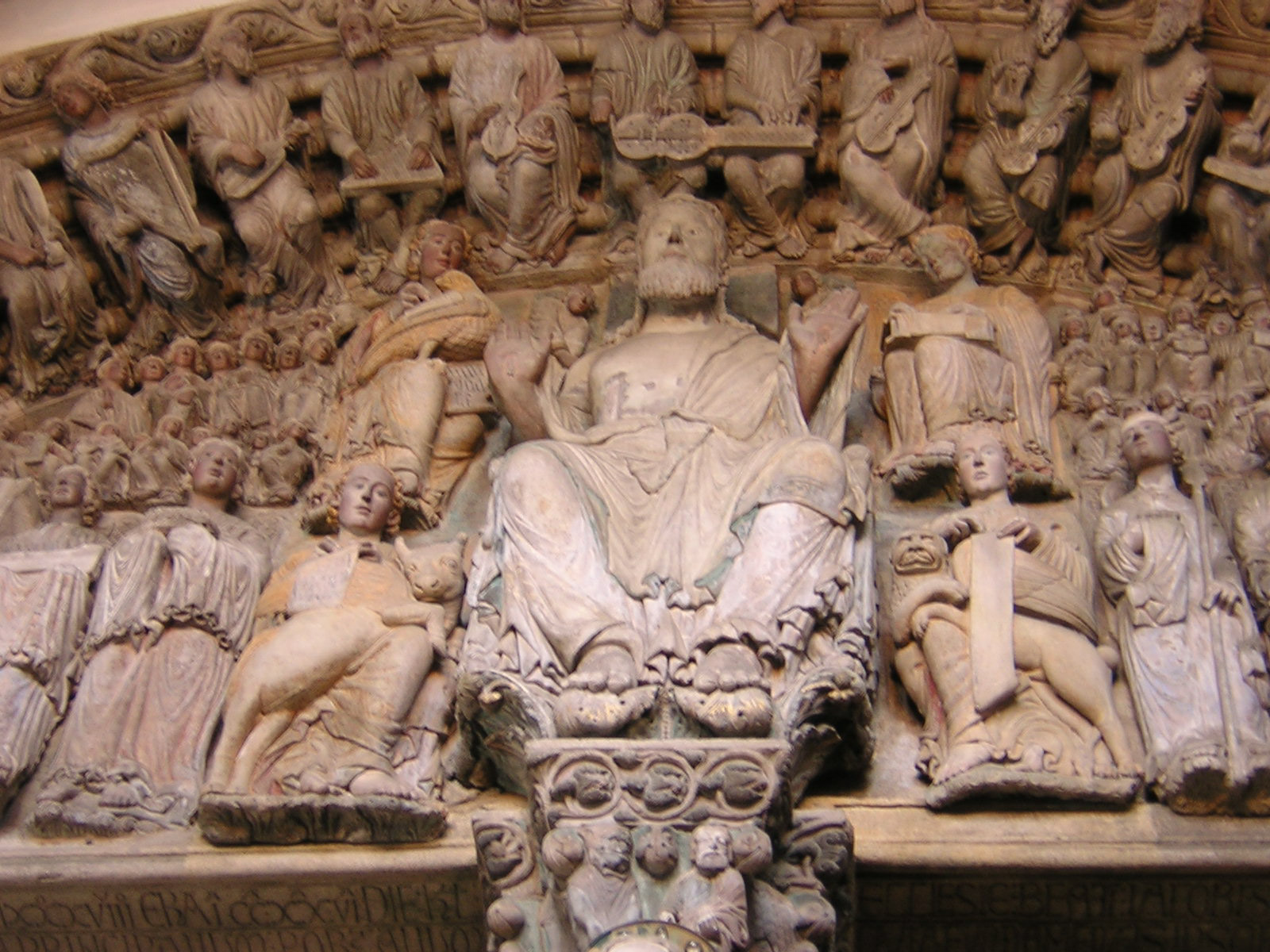
포르티코 다 글로리아 팀파눔의 팬토크레이터

팀파눔의 배치는 사도 요한이 '묵시록'(1장 1절에서 18절까지)에서 언급한 그리스도에 대한 묘사를 기반으로 한다. 가운데에는 손과 발에 십자가형 상처가 나타나 있는 마예스타스 도미니 형상의 팬토크레이터가 표현되어 있다. 예수 주변은 상징물들의 모습이 같이 나타나 있는 복음서기자들의 모습을 한 테트라모프가 있으며 왼쪽 상단부터 사도 요한과 독수리, 그 아래에는 사도 루가와 수소, 오른쪽 상단에 세금 징수자의 후드를 쓴 사도 마태오, 그 아래에 복음사가 마르코와 사자 등이 새겨져 있다.
복음사가들 양 옆으로, 마르코와 루가 뒤로, 네 명의 천사들이 그리스도의 고난 때 도구를 지닌 채 각 모서리에 존재한다. 이들과 직접적으로 닿고 있는 것들을 제외한 일부는 십자가와 가시관 (좌) 그리고 창과 못 네 개, 예수가 매 맞았던 기둥, 폰티우스 필라투스가 자신의 무죄를 선언할 때 사용한 물병 등이다. 이 천사들의 머리 위로, 두 개 무리로 이뤄진 복자들의 영혼 40명이 있다. 팀파눔 중심부의 아키볼트에는 신의 영광을 위한 공연을 준비하는 것처럼 '묵시록'의  장로들이 앉아 있으며, 각자 악기를 들고 있다.

#### 멀리언

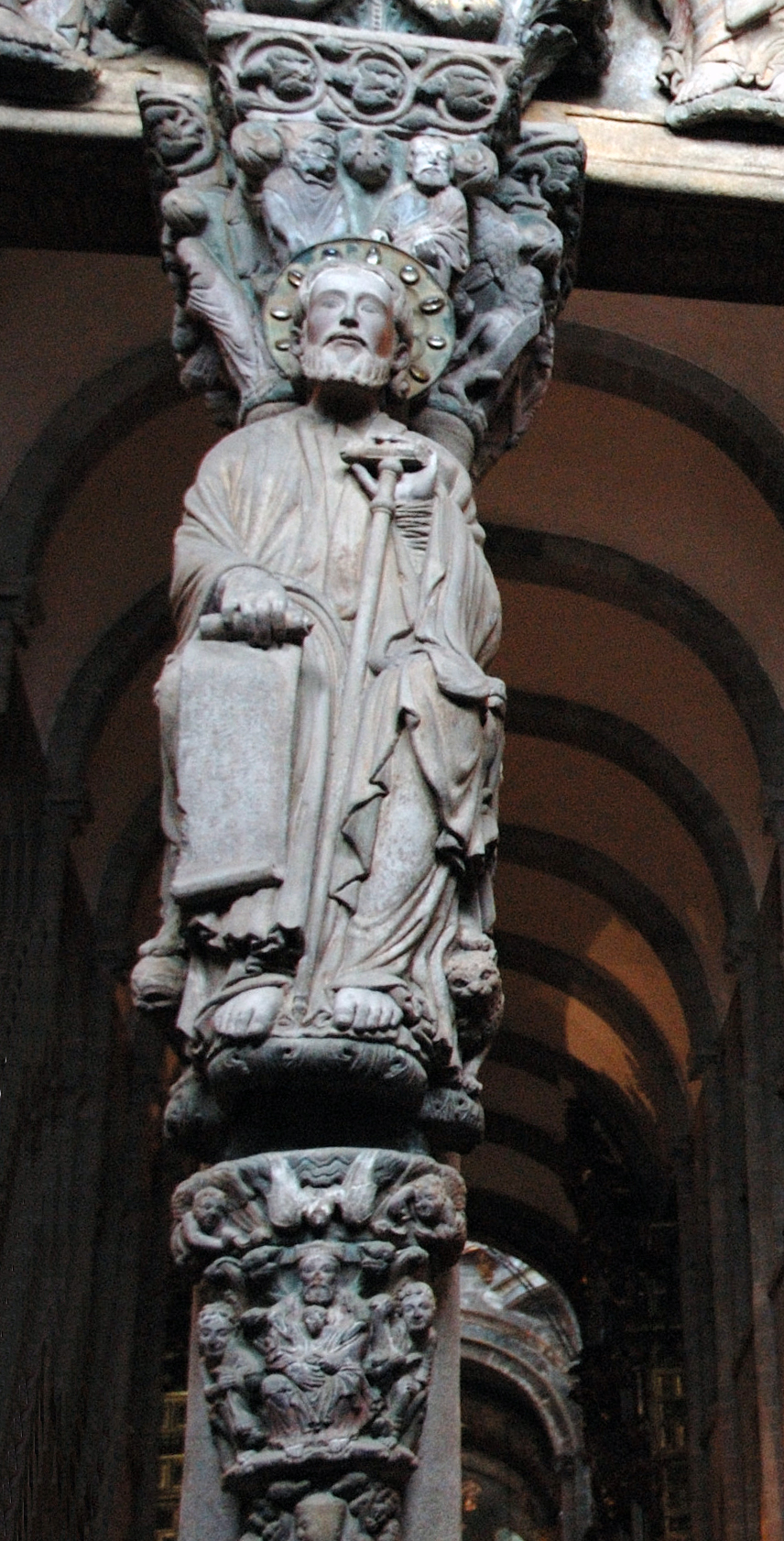
산티아고의 조각상이 있는 멀리언

멀리언에, 성 야고보의 형상이 대성당의 수호 성인으로서 순례객의 지팡이를 가진 채 앉아 있다. 성 야고보는 'Misit me Dominus' (주가 나를 보내셨네)라고 적힌 두루마리와 같이 나타나 있다. 그의 머리 바로 위로 주두가 있는 기둥은 그리스도의 유혹을 나타낸다. 대성당 내부를 바라보는 멀리온의 세 면에는 무릎을 꿇은 두 천사들이 기도를 하고 있다. 야고보의 발 아래에는 성 삼위일체를 나타내는 형상들이 있는 또 다른 주두가 있다. 사도의 아래 부분에는 다윗 왕의 아버지 이새에서 예수 그리스도에 이르는 족보에 부여된 이름인 이새의 나무가 나타나 있으며 이 주제가 이베리아반도 내에서 종교적 도상학으로서 등장한 것은 이때가 처음이었다. 멀리언은 턱수염이 가슴까지 내려오는 인물 (노아로 추정)과 사자 두 마리가 있는 기단 위에 올려져 있다. 대성당의 주 제단을 바라보는 방향 쪽에 있는, 멀리언의 하단 부에는 'Architectus'(건축가)라는 문구를 든 채 무릎을 꿇고 있는 마에스트로 마에토의 조각상이 있다. 마테오의 조각상은 지식을 위해 이 조각상에 머리를 부딪히는 학생들의 옛 전통에서 비롯한 Santo dos Croques으로 잘 알려져 있으며, 이 전통은 이후 순례자들에게도 전해지게 됐으나, 작품의 추가적인 손상을 막기 위해 접근이 제한되어 있다.

#### 문설주

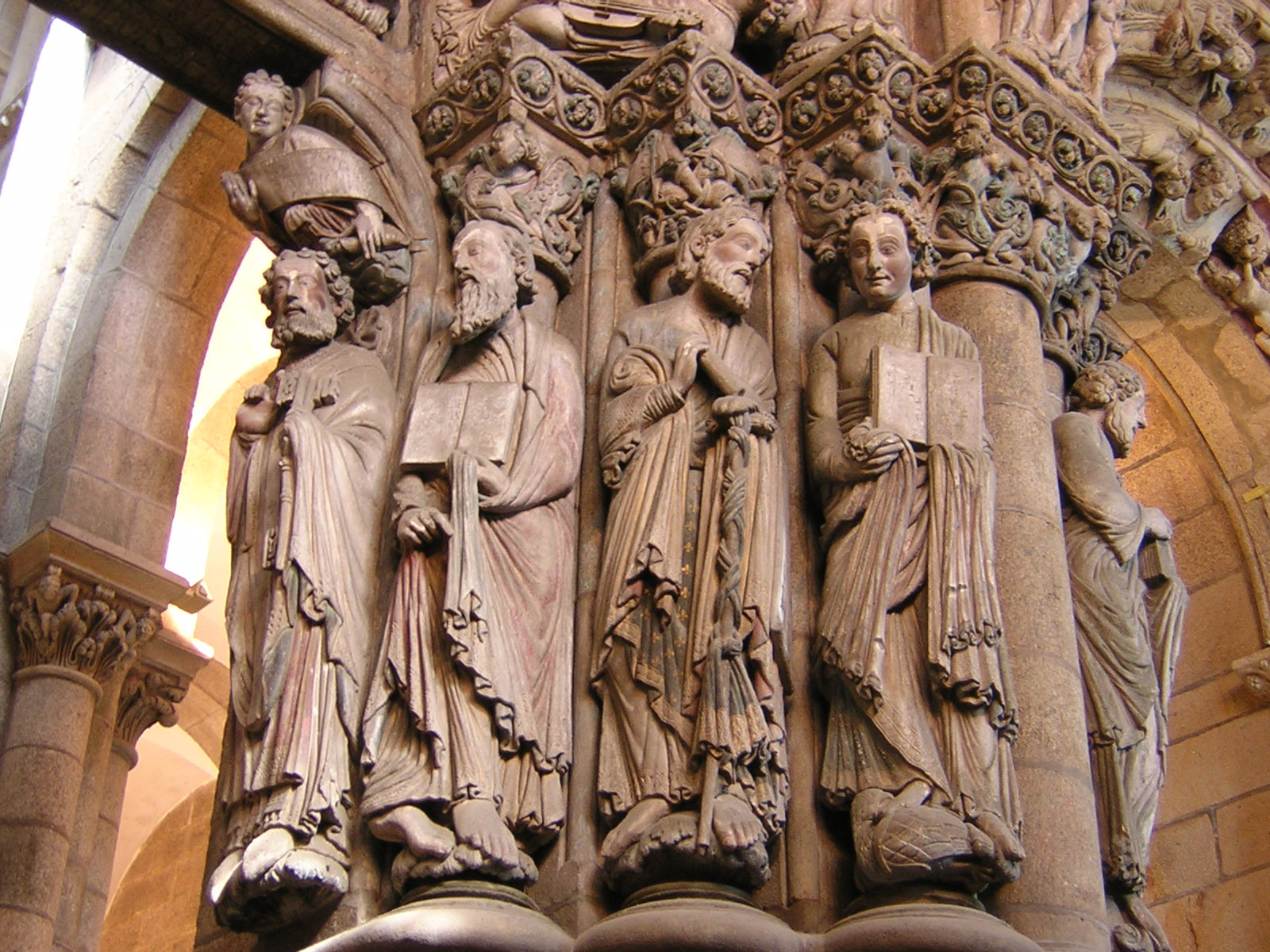
포르티코 다 글로리아의 문설주에 있는 사도 조각상

가운데 문과 그 양쪽으로 있는 문들의 기둥 부분에는, 각자의 도상학적 특성들을 지닌 선지자들 및 다른 인물들과 더불어 사도들이 나타나 있다. 이 조각들 위로 동물들과 머리에 잎사귀 무늬가 있는 두상이 나타나 있는 주두가 올려져 있다. 조각상에 표현된 인물들의 모든 이름은 조각상들이 들고 있는 책 또는 두루마리에 새겨져 있다.
포르티코의 네 기둥은 동물들과 턱수염이 난 사람들로 된 다양한 집단들이 나타나 있는 튼튼한 기단을 기반으로 하고 있다. 일부 역사가들한테 있어서, 여기에 표현된 것들이 악마의 형상이고 원죄를 분쇄하는 영광의 무게 (이 경우에는 포르티코)를 상징하는 것이라고 한다. 다른 사료들에서는 전쟁, 기근, 죽음 (동물들로 표현) 등의 상황들이 인간의 지혜 (노인들의 머리상)을 통해 구원받을 수 있다는 종말론적 해석을 제시한다.

#### 옆문

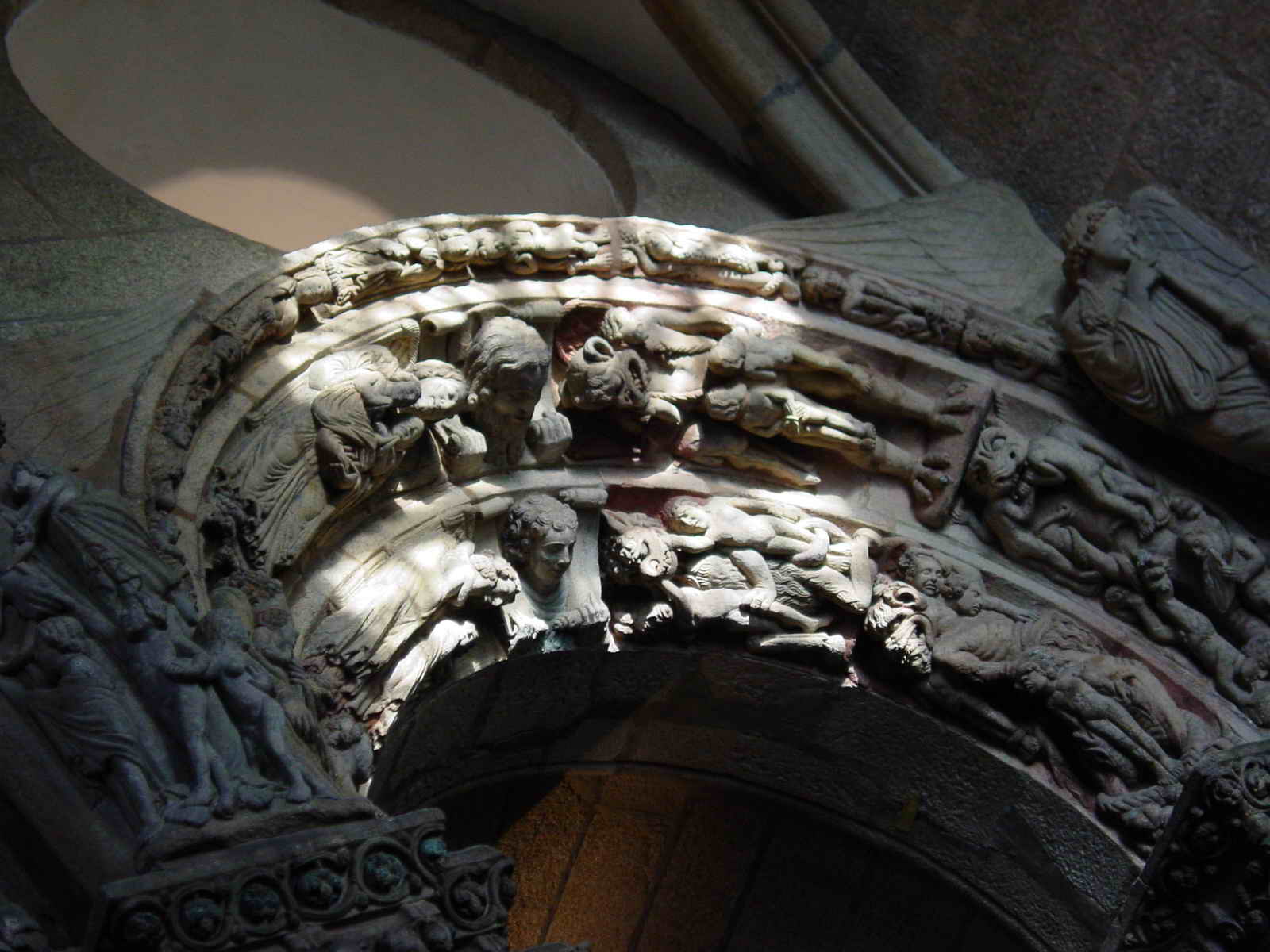
우측 문의 아키볼트는 최후의 심판을 표현한다.

우측 문의 아치에는 최후의 심판이 나타나 있다. 이중으로 된 아키볼트는 머리 조각상을 통해 똑같이 두 개로 나뉘어 있다. 일부 저술가들은 이 머리 조각상의 주인을 대천사 미카엘과 그리스도로 보고 있다. 그 외에는 이들이 판토크라토르로서의 그리스도와 천사이고 성부와 성자를 나타낸 것이라고도 한다. 이 머리 조각상들 오른 쪽으로는, 저주받은 영혼들을 이끌고 가 고문하는 괴물들 (악마)들의 모습이 나타아 있다. 왼쪽에는 선택받은 자들과 함께, 구원받은 영혼들을 상징한 어린 아이들과 천사들의 모습이 있는 천국이 나타나 있다.
왼쪽 문의 아치는 구약의 장면들을 묘사하고 있으며, 구원자의 도착을 기다리는 선한 자를 표현하고 있다. 첫 번째 아키볼트의 가운데 부분에는 순례자 축복하고 영원 불멸의 서를 쥐고 있는 창조신이 있으며, 그의 오른쪽으로는 아담 (나체의 모습), 아브라함, 야곱이 있다. 이들과 같이 있는 자들인 두 명은 노아 (대홍수로부터 인류를 구원한 새로운 아버지)와 에서 또는 이사악과 유다일 수 있다. 신의 왼쪽으로는 이브, 모세, 아론, 다윗 왕, 솔로몬 왕이다. 위쪽에 있는 두 번째 아키볼트에는, 이스라엘의 열두 부족을 나타내는 작은 조각상 열 개가 존재한다.

### 신랑

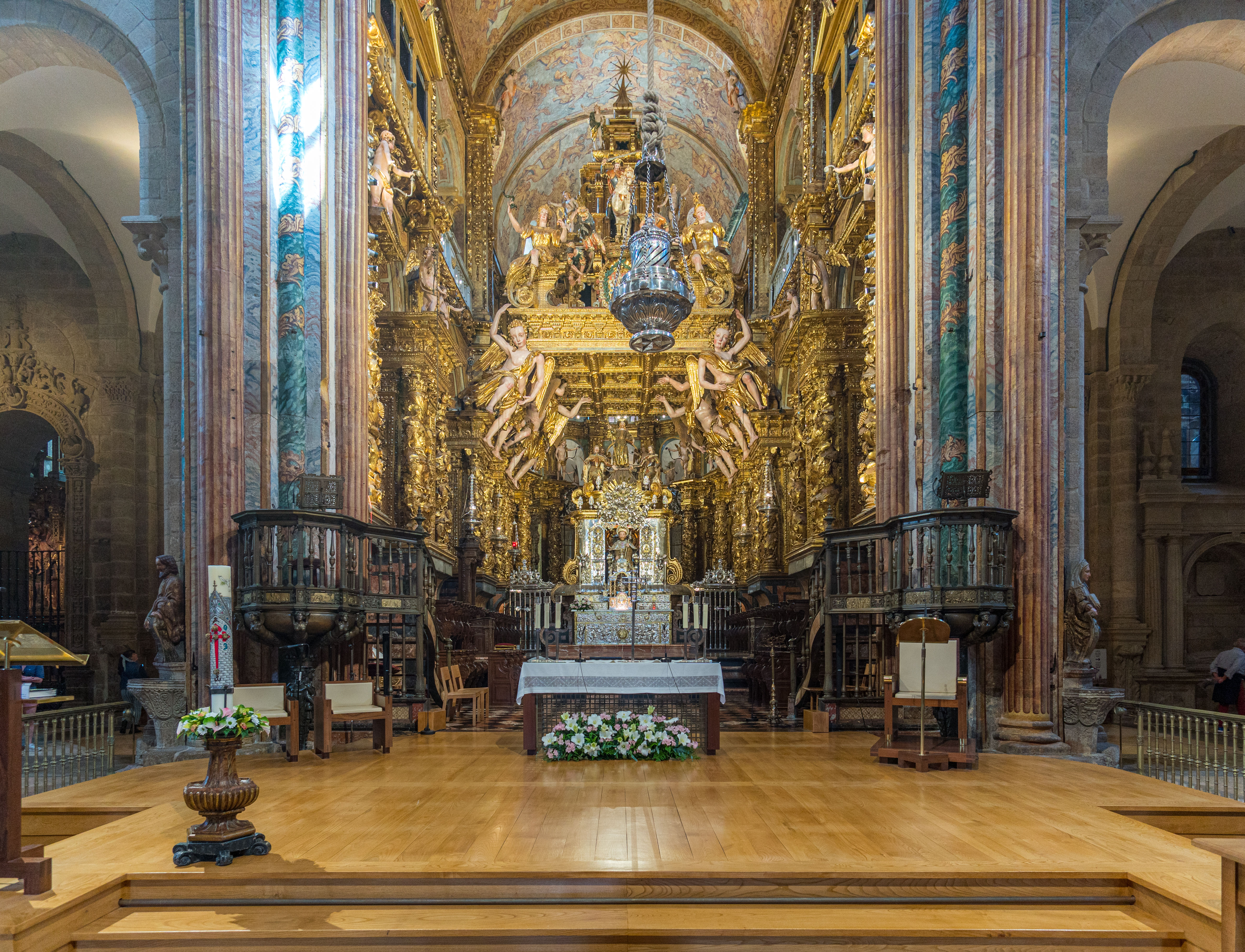
본당

원통형 궁륭으로 된 신랑과 교차 궁륭으로 된 측랑이 열 한 개의 공간을 이루고 있으며, 동시에 넓은 익랑이 여섯 개 공간을 구성하고 있다. 모든 복합 기둥들에는 의장 기둥들이 배치되어 있으며, 이 기둥들 중에 세 개는 측면에 있는 측랑의 교차 궁륭과 아키볼트의 트러스를 견디고 있고, 동시에 네 번째 기둥은 아키볼트의 중심부에 도달한다. 아주 높은 높이에 있는 그림들은 대성당의 측랑들 위로 펼쳐져 있다.
내진은 세 개 공간에 걸쳐 있고 주보랑 한 곳과 제실 다섯 곳에 둘러싸여 있다. 제실은 클리어스토리를 형성하고 있는 원형 창문들이 달려 있다. 성가대석은 로마네스크 양식으로 된 뛰어난 장식성을 보여주고 있다. 13세기에 제작된, 호화롭게 장식된 성 야고보의 조각상과 같이 거대한 천개가 본당 위로 우뚝 서 있다. 순례자들은 본당 뒤로 좁은 통로를 통해 성인의 조각상의 맨틀에 입을 맞출 수 있다.
내진 쪽의 통로에는 격자 구조로 된 몬드라곤 채플 (1521)이 두드러진다. 제실들에는 수세기간 수집된 그림, 제단화, 성유해함, 조각상 등이 있다. 성유해함 채플 (갈리시아어: Capela do Relicario)에는 성십자가의 일부라 주장되는 조각이 포함된, 874년경에 만들어진 것으로 추정되는 황금 십자가가 존재한다.

### 묘실

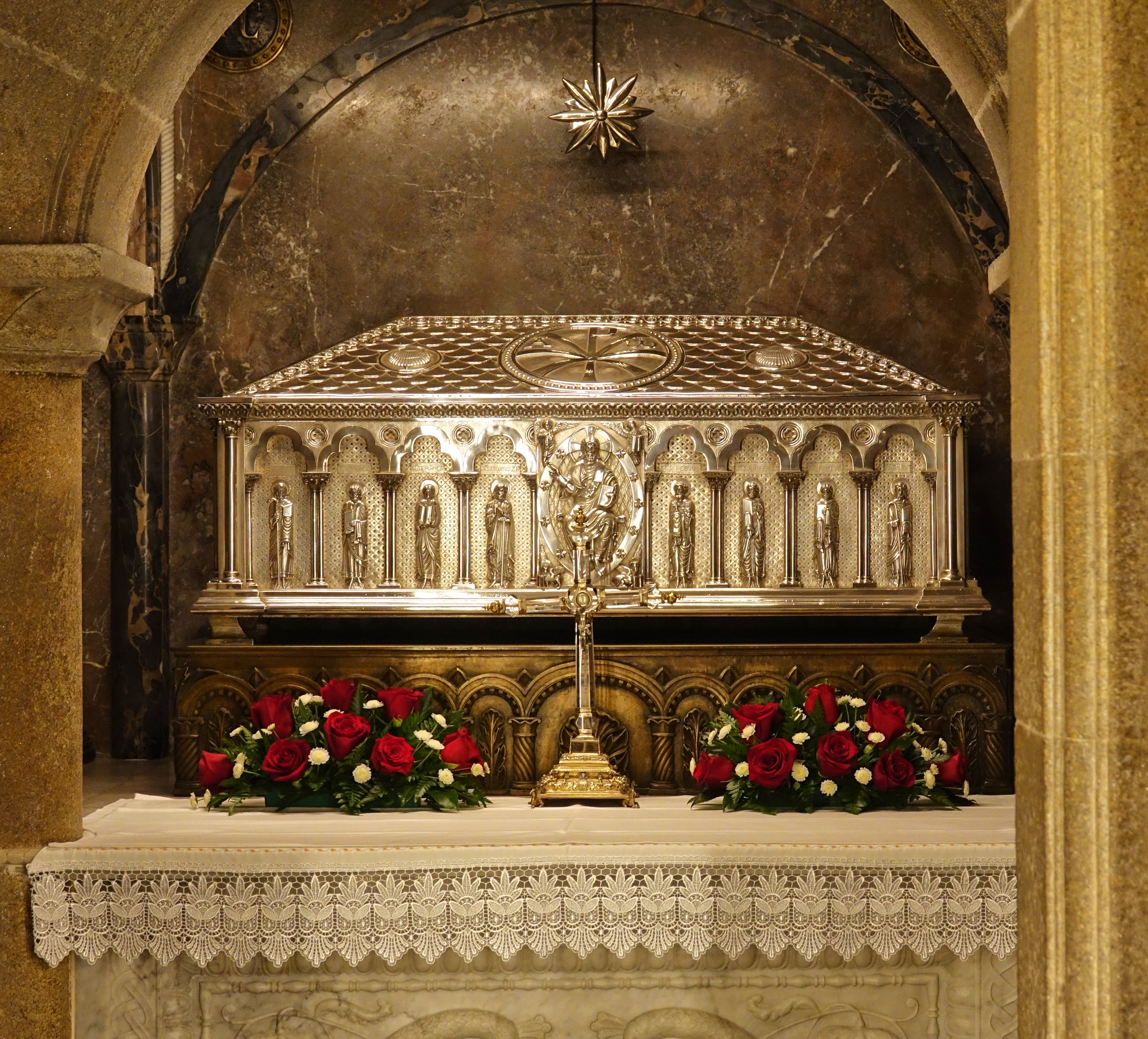
대성당의 지하 묘실에 있는 성유해함

본당 아래에 있는 지하 묘실은 9세기 당시 교회 하부 구조를 보여준다. 이곳은 순례자들의 최종 도착 지점이었다. 묘실은 성 야고보와 그의 두 제자인 성 테오도로스와 성 아타나시오스의 성유물을 보관하고 있다. 1884년에 교황 레오 13세가 이곳에 보관되던 성물들에 대한 입증을 마친 뒤 은으로 된 성유해함 (호세 로사다가 1886년에 제작)이 19세기 말 묘실에 설치되었다.
수 세기 동안에, 성인의 매장 장소는 거의 잊혀졌었다. 꾸준한 네덜란드와 영국의 침입 때문에, 성유물들이 1589년에 본당에 있는 곳에서 안전한 장소로 옮겨졌었다. 그리고 유물들은 1879년 1월에 다시 발견되었다.

### 보타푸메이로

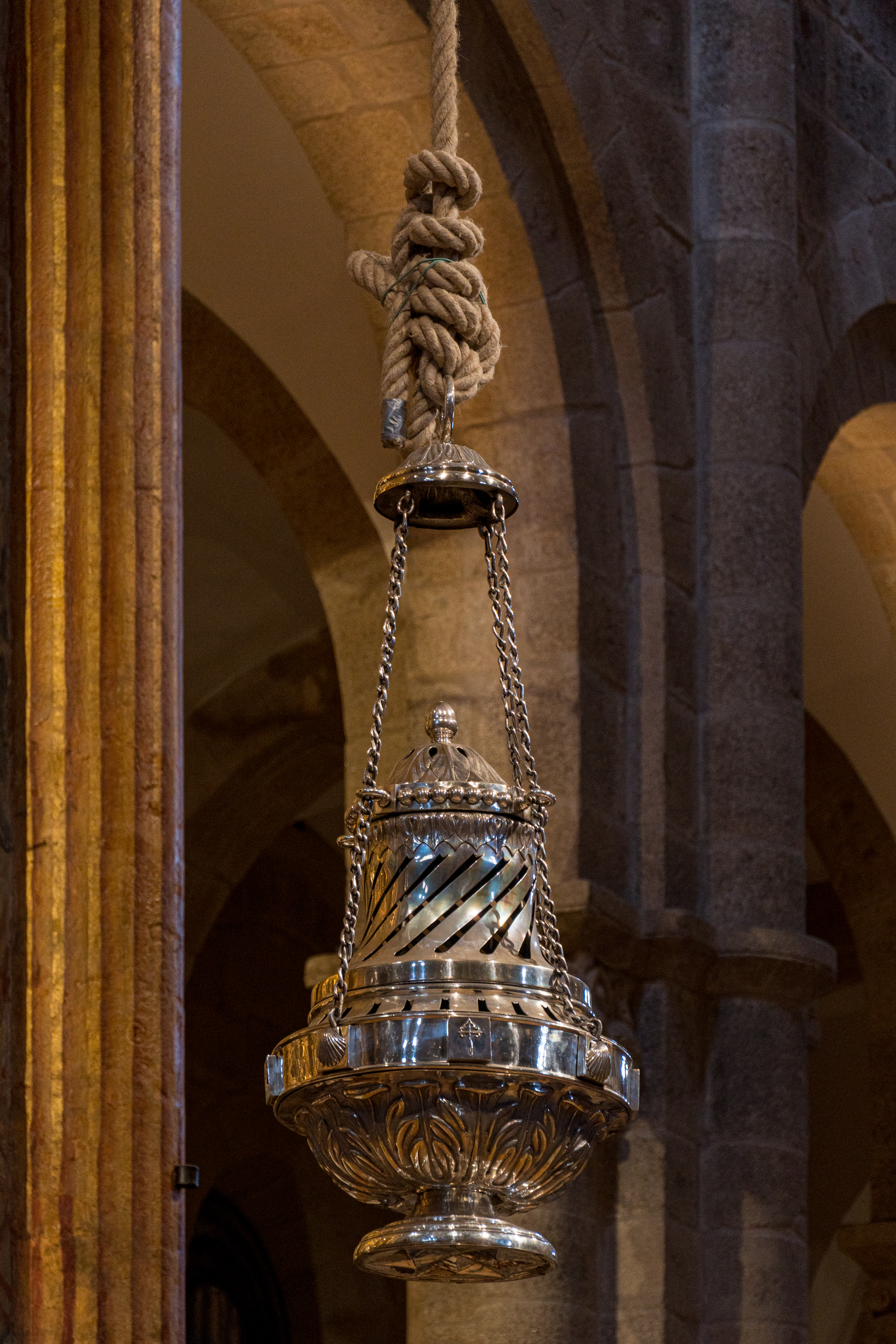
분향에 쓰이는 보타푸메이로

대성당의 한 가운데에 있는 돔에는 이 댕성당에 세워진 유명한 향로인 '보타푸메이로'를 흔드는 도르래 장치가 있다. 보타푸메이로는 1851년에 금세공업자 호세 로사다가 제작했다. 산티아고 데 콤포스텔라 대성당의 보타푸메이로는 세계에서 제일 큰 향로이며, 무게는 80 kg (180 lb)이고 높이는 1.60 m (5.2 ft)이다. 평상시에는 대성당의 도서관에 전시되어 있으나, 특정 중요 종교 행사 기간에는 40 kg (88 lb)의 숯과 향이 채워진 채 도르래 장치에 부착된다. 환희년 (성 야고보 축일이 일요일에 돌아오는 해)에 보타푸메이로는 순례자들의 미사에 사용되기도 한다. 붉은색 로브를 입은 '티라볼레이로스'(tiraboleiros) 여덟 명이 줄을 잡아 당겨 트랜셉트 지붕에 거의 닿을 정도로 흔드는데, 속도가 거의 80 km/h (50 mph)에 다다르며 두터운 향 연기를 퍼트린다.

## 안치된 인물
- 알폰소 다니엘 로드리게스 카스텔라오
- 브라가의 프룩투오소
- 로살리아 데 카스트로
- 페르난도 페레스 데 트라바
- 레온의 페르난도 2세
- 레온의 알폰소 9세
- 페드로 페르난데스 데 카스트로
- 가스파르 데 아발로스 데 라 쿠에바

## 옛 모습

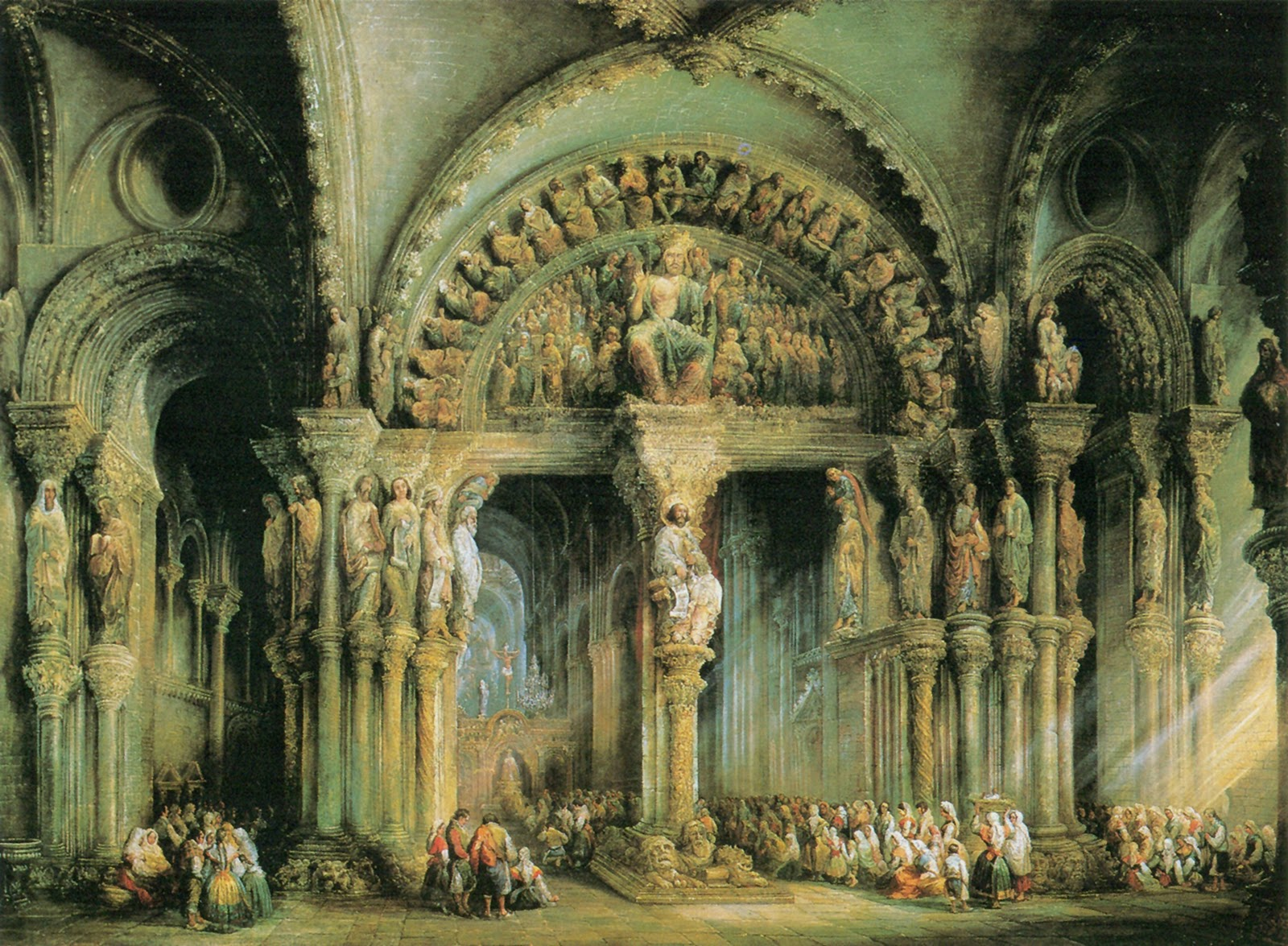
헤나로 페레스 비야밀이 1849년에 그린 포르티코 다 글로리아
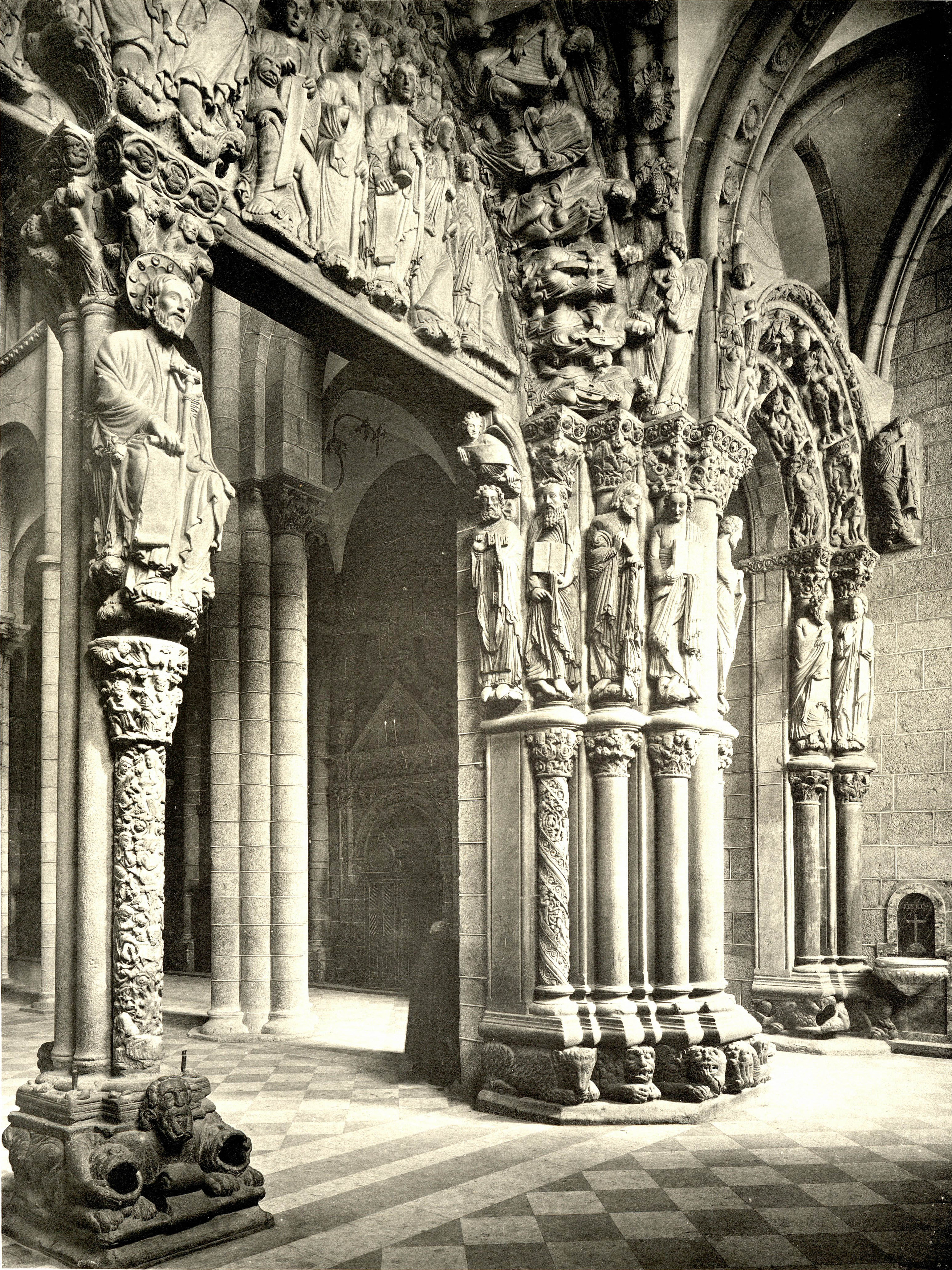
포르티코 다 글로리아 (1889년 콜로타입)
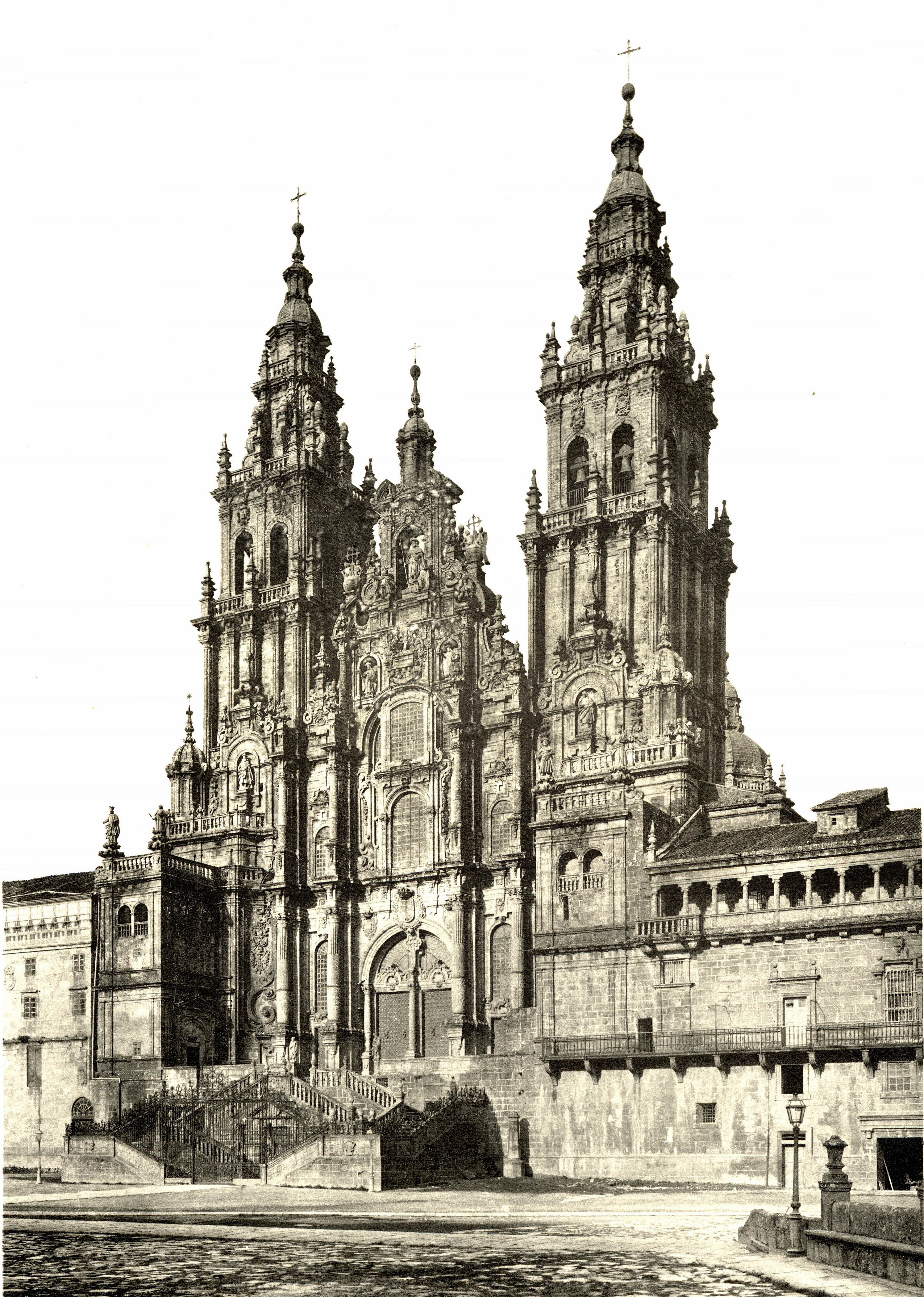
오브라도이로 광장에서 본 대성당의 주 파사드 서쪽 측면 (1889년 콜로타입)

## 같이 보기
- 아스투리아스 건축
- 스페인의 로마 가톨릭교회
- 산티아고데콤포스텔라
- 스페인의 12 보물

## 참고 문헌
- Álvarez Martínez, Rosario (2002). 《Music Iconography of Romanesque Sculpture in the Light of Sculptors' Work Procedures: The Jaca Cathedral, Las Platerías in Santiago de Compostela, and San Isidoro de León》. 《Music in Art: International Journal for Music Iconography》 27. 13–45쪽. ISSN 1522-7464.
- Bravo Lozano, Millán (1999). 《Camino de Santiago Inolvidable》. León: Everest. ISBN 84-241-3905-4.
- Carro Otero, Xosé (1997). 《Santiago de Compostela》. publisher Everest. ISBN 84-241-3625-X.
- Chamorro Lamas, Manuel; González, Victoriano; Regal, Bernardo (1997). 《Rutas románicas en Galicia/1》. Ediciones Encuentro. ISBN 84-7490-411-0.
- Fraguas Fraguas, Antonio (2004). 《Romerías y santuarios de Galicia》. publisher Galaxia. 20쪽. ISBN 978-84-8288-704-3.
- Fuertes Domínguez, Gregorio (1969). 《Guía de Santiago, sus monumentos, su arte》. Depósito Legal C. 325–1969. El Eco Franciscano.
- García Iglesias, José Manuel (1993). 《A catedral de Santiago: A Idade Moderna》 (갈리시아어). Xuntanxa. ISBN 8486614694.
- Garrido Torres, Carlos (2000). 《Las Guías visuales de España: Galicia》. Depósito legal: B 18469. El País.
- Gómez Moreno, María Elena (1947). 《Mil Joyas del Arte Español, Piezas selectas, Monumentos magistrales: Tomo primero Antigüedad y Edad Media》. Barcelona: Instituto Gallach.
- Navascués Palacio, Pedro; Sarthou Carreres, Carlos (1997). 《Catedrales de España》. Edición especial para el Banco Bilbao Vizcaya. Madrid: Espasa Calpe. ISBN 84-239-7645-9. OCLC 249825366.
- Otero Pedrayo, Ramón (1965). 《Guía de Galicia》 4ª판. publisher Galaxia. 351ff쪽.
- Portela Silva, E. (2003). 《Historia de la ciudad de Santiago de Compostela》. Universidad de Santiago de Compostela. ISBN 8497501373.
- Sanmartín, Juan R. (1984). “O Botafumeiro: Parametric pumping in the Middle Ages”. 《American Journal of Physics》 52 (10): 937–945. Bibcode:1984AmJPh..52..937S. doi:10.1119/1.13798.
- Vaqueiro, Vítor (1998). 《Guía da Galiza máxica, mítica e lendaria》 (갈리시아어). Galaxia. ISBN 8482882058.
- Vázquez Varela, J. M.; Yzquierdo Perrín, R.; García Iglesias, J. M.; Castro, A. (1996). 《100 obras mestras da arte galega》 (갈리시아어). Nigra Arte. ISBN 84-87709-50-8.
- Villa-Amil y Castro, José (1866). 《Descripción histórico-artístico-arqueológica de la catedral de Santiago》. Impr. de Soto Freire.
- Turner, Jane (1996). 《Grove Dictionary of Art》. Macmillan Publishers Ltd. ISBN 0-19-517068-7.